# پیانو
پیانو (به انگلیسی: Piano) یکی از سازهای شستی‌دار و مشهورترین آن‌ها است. صدای پیانو در اثر برخورد چکش‌هایی با سیم‌های فلزی آن در داخل جعبه چوبی تولید می‌شود. این چکش‌ها در اثر فشرده‌شدن کلیدها (کلاویه‌ها) به حرکت در می‌آیند. سیم‌های پیانو به صفحه‌ای موسوم به «صفحهٔ صدا» متصل شده‌اند که نقش تقویت‌کنندهٔ صدای آن‌ها را دارد.
برای تولید صدای در پیانو، چکش‌هایی از جنس چوب و پوشیده از نمد به سیم‌ها ضربه می‌زنند. پیانوهای امروزی دارای ردیفی از ۸۸ کلید سیاه و سفید هستند که بر اساس گام کروماتیک در اعتدال مساوی کوک شده‌اند. موسیقی‌دانی که در نواختن پیانو تخصص دارد، نوازنده پیانو نامیده می‌شود.
پیانو به‌طور کلی دو نوع اصلی دارد: بزرگ (گراند) و ایستاده (دیواری). پیانوی بزرگ صدای بهتری دارد و کنترل دقیق‌تری روی کلیدها فراهم می‌کند و به همین دلیل، در شرایطی که فضا و بودجه اجازه دهد، انتخاب ترجیحی به‌شمار می‌آید. این نوع پیانو در سالن‌هایی که نوازندگان حرفه‌ای اجرا دارند، ضروری تلقی می‌شود. پیانوی ایستاده، به‌دلیل اندازهٔ کوچکتر و قیمت مناسب‌تر، بیشتر رایج است.
هنگامی که کلیدی فشرده می‌شود، چکش‌های نمدپوش به سیم‌ها ضربه می‌زنند. ارتعاش حاصل از سیم‌ها از طریق خرک به صفحهٔ صدا منتقل می‌شود که با هم‌فرکانس‌سازی، صدای سیم را به هوا منتقل کرده و آن را تقویت می‌کند. با رها کردن کلید، یک خفه‌کننده (دمپر) جلوی ادامهٔ ارتعاش سیم را می‌گیرد و صدا قطع می‌شود. بیشتر نت‌ها سه سیم دارند، به‌جز سیم‌های باس که به‌تدریج از یکی به دو تا افزایش می‌یابند. با استفاده از پدال‌های پیانو که در پایهٔ ساز قرار دارند و خفه‌کننده‌ها را از روی سیم‌ها بلند می‌کنند، نت موسیقی را می‌توان نگه داشت حتی زمانی که کلیدها رها شده‌اند. پدالِ نگه‌دار به نوازنده این امکان را می‌دهد که صداها را به‌هم متصل کند و روی‌هم بیندازد و به رنگ‌آمیزی و بیان موسیقایی بیشتری دست یابد.
چکش‌های پیانو به واسطهٔ مجموعه‌ای از اهرم‌های ظریف به کلیدهای پیانو متصل می‌شوند. به مجموعهٔ این اهرم‌ها و چکش‌ها عملگر یا پیانو گفته می‌شود. وظیفهٔ این مجوعه افزایش شتاب چکش‌ها در برخورد به سیم‌ها، و کنترل عکس‌العمل بازگشتی آن‌ها پس از برخورد به سیم است. معمولاً سرِ چکش‌ها توسط لایه‌ای از نمد یا الیاف مشابه طبیعی یا مصنوعی پوشانده می‌شود تا کیفیت صدای پیانو را بهبود ببخشد. کیفیت صدای پیانو متأثر از عوامل دیگری نظیر کیفیت صفحهٔ صدا و غیره نیز هست.
در قرن نوزدهم و تحت تأثیر جریان موسیقی رمانتیک، فورته‌پیانو دستخوش تغییراتی شد؛ از جمله استفاده از قاب چدنی (که امکان کشش بیشتر سیم‌ها را فراهم کرد) و به‌کارگیری سیم هم‌طنین که در پیانوهای بزرگ به صدایی نیرومندتر، نگه‌داشت طولانی‌تر صدا و طنین غنی‌تری انجامید. در اواخر همان قرن، با فراگیر شدن پیانو، خانواده‌ها می‌توانستند از طریق اجرای یک نسخهٔ ساده‌شده توسط یکی از اعضای خانواده، به یک قطعهٔ موسیقی تازه‌منتشرشده گوش دهند.
پیانو به‌طور گسترده در سبک‌های موسیقی کلاسیک، جاز، موسیقی فولک معاصر و موسیقی عامه‌پسند برای اجرای کنسرتو پیانو، اجراهای گروه موسیقی، همراهی آواز یا ساز دیگر، و نیز در آهنگسازی، ترانه‌پردازی و تمرین‌ها به‌کار می‌رود. با وجود وزن زیاد و هزینهٔ بالا، پیانو به‌دلیل توانمندی‌اش، آموزش فراگیر نوازندگان، و در دسترس بودنش در سالن‌ها، مدارس و فضاهای تمرینی، به‌سازی آشنا در دنیای غرب تبدیل شده است.
پیانو بالاترین دامنه صوتی را در بین سازهای معمول (به جز ارگ کلیسا) دارد، به طوری که در شکل فعلی‌اش به‌طور معمول هفت اکتاو دارد و قادر به تولید فرکانس‌هایی از حدود ۲۷ تا ۴۱۸۶ هرتز می‌باشد، در حالی که در مقام مقایسه، ساز ویولن تنها قادر به تولید حدود پنج اکتاو و بهترین خواننده‌ها تنها قادر به خواندن حدود سه اکتاو هستند.

## نام‌گذاری
نام این ساز در ابتدا گراویچِمبالو کُل پیانو اِ فُرته بوده است، که از دو قسمت پیانو به معنی ملایم و فُرته به معنی صدای بلند (رسا) تشکیل شده است و به خوبی منعکس‌کنندهٔ توانایی این ساز در تولید شدت‌های گوناگون می‌باشد.

## نحوه نواختن

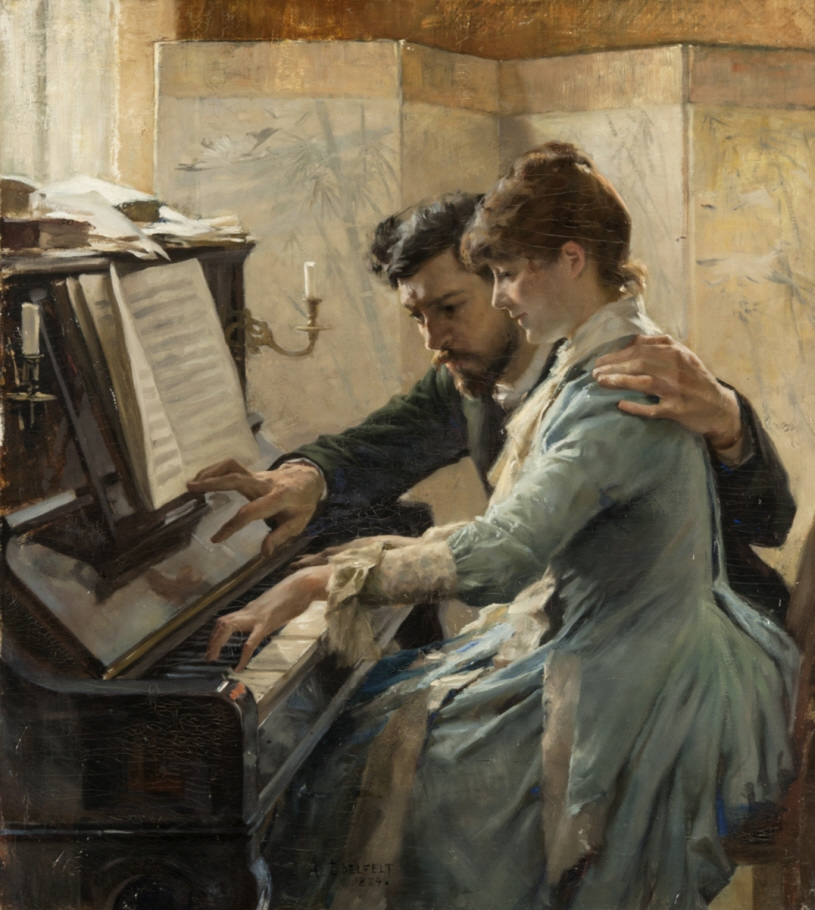
نحوه نواختن پیانو اثر آلبرت ادلفلت

پیانو توسط ضربه نوک انگشتان نواخته می‌شود. برای این کار دست را بلند کرده و سپس فرود آورده و با نوک انگشت مورد نظر ضربه می‌زنیم. سازوکار پیانو تولید صدا می‌کند. به دلیل شکل مکانیسم پیانو یک پیانیست می‌تواند هم‌زمان تا ده نت را به صدا درآورد.
محل قرارگیری انگشتان دو دست روی کلیدهای پیانو در نواختن آن اهمیت دارد. معمولاً در آهنگ‌ها نت اول شماره دارد که انگشت شروع‌کننده در نواختن آن آهنگ را مشخص می‌کند. در این صورت شماره یک برای انگشت‌های شست دو دست است و به ترتیب سایر انگشت‌ها شماره‌های ۲ تا ۵ را خواهد داشت. شست دست راست روی چهارمین نت دوی پیانو قرار می‌گیرد. البته این مورد در مورد همه آهنگ‌ها عمومیت ندارد و برخی آهنگ‌سازان نت شروع‌کننده در آهنگشان را شماره نمی‌زنند. در این صورت پیانیست باید خودش محل قرارگیری انگشتانش روی کلیدهای پیانو را با توجه به نوع نت‌های موجود در آهنگ تشخیص دهد.
گاهی پیانیست جای دو دست خود را روی کلیدهای پیانو با هم عوض می‌کند و گاهی بدون نواختن کلید پیانو با انگشتان شست دو دستش از سایر انگشتها استفاده می‌کند.
به صدا درآوردن نتها یا همان کلاویه‌های پیانو با شدت فشار انگشتان به زدن ضربه روی آن‌ها بستگی دارد، اگر انگشتان را آرام روی کلاویه‌ها فشار دهیم صدای آرام و پاین یا به اصطلاح صدای ضعیف از پیانو می‌شنویم و هر چقدر که قدرت انگشتانمان بر روی کلاویه‌ها شدت پیدا کند صدای بلندتری از پیانو می‌شنویم که گویی صدای باند ضبط را زیاد کرده‌ایم که به این حالت تاچینس مانس گویند.
معمولاً در قطعات عاشقانه و رومانتیک شدت ضربه روی کلاویه‌ها با احساس زیاد و آرام زده و نواخته می‌شود و در جاهایی که هنگام اوج و هیجان موزیک یا قطعه‌هایی همچون راک و بلوز اجرا می‌شود شدت ضربه روی کلاویه‌ها بیشتر شده و قدرت بیشتری نسبت به قطعه‌های عاشقانه پیدا می‌کند.

## کلیدها

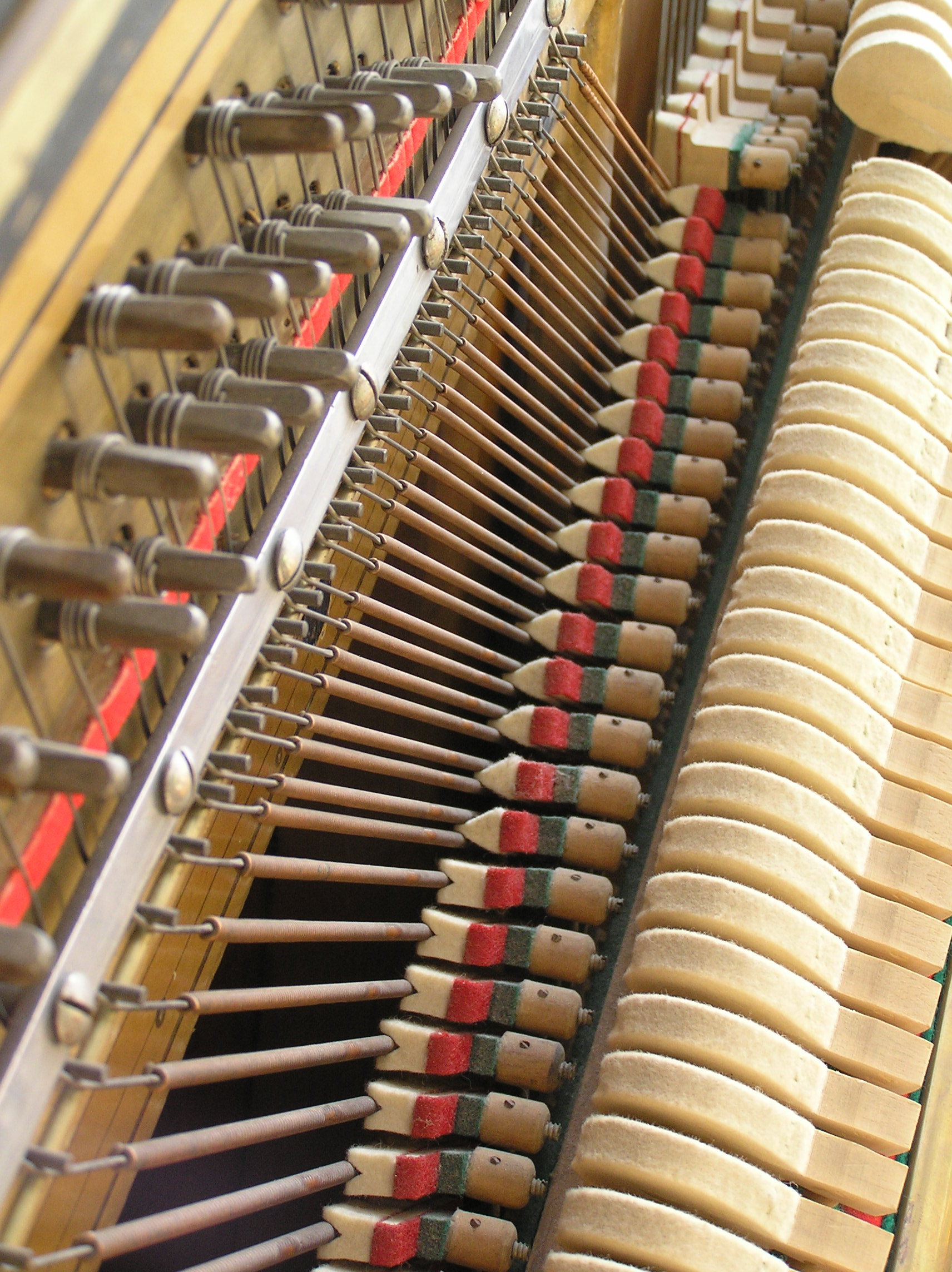
چکش‌های پیانو

۷ کلید سفید در هر اکتاو پیانو برای ۷ نت دو، ر، می، فا، سل، لا، سی، وجود دارد. علاوه بر این کلیدهای سفید کلیدهای سیاه‌رنگی هم بین بعضی از کلیدهای سفید وجود دارد. بین کلیدهای سفیدرنگ می و فا و نیز بین کلیدهای سفیدرنگ سی و دو کلید سیاه‌رنگ وجود ندارد. هر کلید سیاه‌رنگ در پیانو در حکم نت دیز برای نت مربوط به کلید سفیدرنگ سمت چپ آن (یعنی آن کلید سیاه در سمت راست آن کلید سفید قرار دارد) و در حکم نت بمل برای نت مربوط به کلید سفیدرنگ سمت راست آن (یعنی آن کلید سیاه در سمت چپ آن کلید سفید قرار دارد) است.

## نحوه نت‌نویسی

کیبورد پیانو با نت

نت‌نویسی پیانو در دو حامل انجام می‌شود. حامل بالا برای دست راست و حامل پایین برای دست چپ. معمولاً حامل بالایی را با کلید سل و حامل پایین را با کلید فای خط چهارم نشان می‌دهند. این دو حامل با نت دوی وسط از هم متمایز می‌گردند. یک نوازنده پیانو باید بتواند هم‌زمان دو خط موسیقی را خوانده و با هر دو دست اجرا نماید.

## تاریخچه

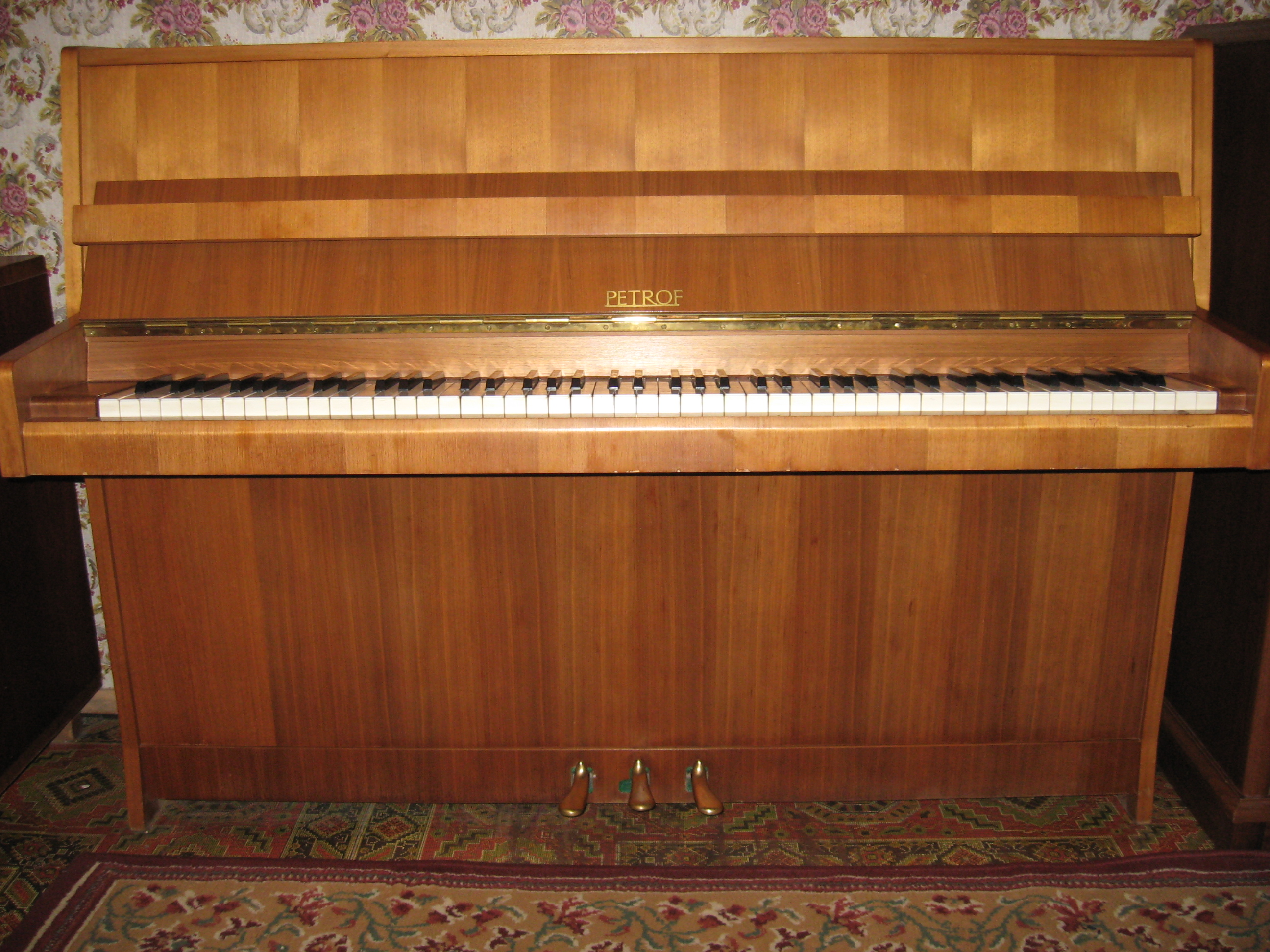
یک پیانوی دیواری ساختِ پتروف، ۱۹۸۸. شرکت چکیِ پتروف از سال ۱۸۸۳ تولید پیانوهای دیواری را آغاز کرد.

پیانو را بارتولومئو کریستافوری در حدود سال ۱۷۰۰ میلادی در شهر پادووای ایتالیا اختراع کرد. اما اختراع جدید کریستافوری تا حدود یک دهه تقریباً ناشناخته ماند تا اینکه در سال ۱۷۱۱ یک نویسنده ایتالیایی مقاله‌ای دربارهٔ آن نوشت که بعدها به آلمانی ترجمه و به صورت گسترده منتشر شد. این مقاله شامل دیاگرام مکانیزم پیانو نیز بود و اکثر سازندگان بعدی پیانو کار خود بر اساس این مقاله شروع کردند. قبل از اختراع پیانو از سازی قدیمی‌تر به نام هارپسیکورد استفاده می‌شد. تفاوت عمده و مهمی که پیانو با سازهای مشابه قبل از خودش داشت آن بود که در سازهای مشابه قبلی، شدت صدای حاصل از فشرده شدن یک کلاویه، مستقل از شدت ضربهٔ واردشده بر کلید، مقداری ثابت بود، اما در پیانو نوازنده قادر بود با ملایم ضربه زدن به کلیدها صدایی نرم‌تر ایجاد کند، یا با ضربات محکم‌تر صدایی درشت‌تر با پیانو تولید کند. همین ویژگی باعث شد که به سرعت پیانو مورد توجه آهنگسازان قرن هجدهم میلادی قرار بگیرد. پیانوهای اولیه ظاهر و صدایی شبیه به هارپسیکورد داشتند و در واقع مخترع پیانو یک هارپسیکوردساز بود که در تلاش برای ارتقاء سازوکار هارپسیکورد بود تا این ساز قادر به تولید صدا با شدت‌های گوناگون باشد اما در نهایت با مورد توجه قرار گرفتن هارپسیکورد جدید این ارتقاء منجر به ایجاد ساز جدیدی شد که فورته‌پیانو نام گرفت و به مرور زمان به شکل امروزی پیانو درآمد و آنچه که ما امروزه به عنوان پیانوی مدرن می‌شناسیم از اواسط قرن نوزدهم ظاهر شده است.
موفقیت بزرگ کریستوفوری در طراحی ساز زهیِ شستی‌داری بود که در آن، صدا از طریق ضربهٔ چکش به سیم تولید می‌شد. چکش باید به سیم ضربه بزند اما با آن در تماس باقی نماند، چراکه تماس مداوم باعث خفه‌شدن صدا و توقف ارتعاش سیم می‌شود؛ بنابراین، پس از برخورد چکش با سیم، باید سریعاً از آن جدا شود یا به عقب برگردد. همچنین، چکش باید بدون جهش شدید به جایگاه اولیهٔ خود بازگردد تا از پخش مجدد ناخواستهٔ نت جلوگیری شود و بلافاصله پس از فشرده شدن کلید، دوباره آمادهٔ نواختن باشد تا نوازنده بتواند نت را به‌سرعت تکرار کند. سامانهٔ عمل‌گری که کریستوفوری طراحی کرد، الگویی شد برای بسیاری از مکانیزم‌های پیانو که در قرن بعد پدید آمدند.
پیانوهای اولیهٔ کریستوفوری سیم‌هایی نازک‌تر و صدایی بسیار آرام‌تر از پیانوهای امروزی داشتند، هرچند در مقایسه با کلاویکورد (که تنها ساز شستی‌دار پیشین با توانایی تغییرات دینامیکی بر اساس شدت لمس نوازنده بود) صدایی بلندتر و پایدارتر تولید می‌کردند. هرچند کلاویکورد امکان کنترل میزان صدا و کشش را فراهم می‌کرد، اما حتی در بلندترین حالت هم نسبتاً آرام بود. از سوی دیگر، هارپسیکورد صدایی نسبتاً بلند داشت، به‌ویژه وقتی هر کلید به دو صفحه‌کلید متصل می‌شد، اما امکان کنترل دینامیکی یا بیان فردی بر هر نت را نداشت. پیانو در واقع بهترین ویژگی‌های این دو ساز قدیمی را در خود جمع کرده بود: توانایی نواختن صدای بلندتر از هارپسیکورد و امکان تغییر پیوستهٔ شدت صدا بر اساس لمس نوازنده.

### فورته‌پیانوی اولیه

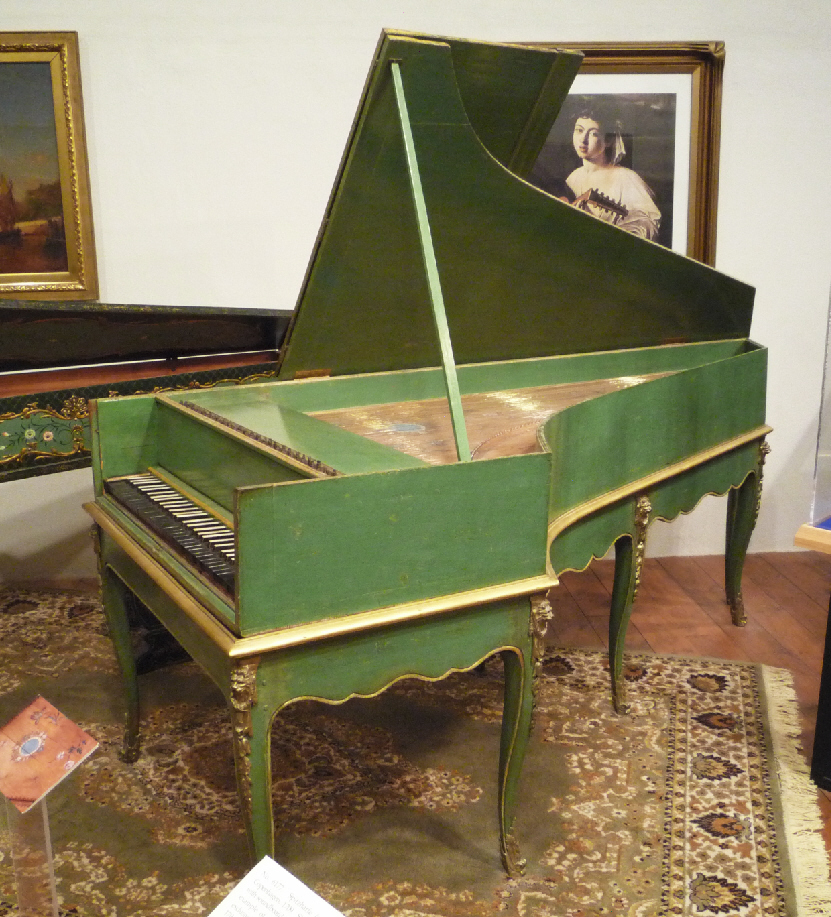
پیانوی گراند ساختهٔ لوئی باس از Villeneuve-lès-Avignon در سال ۱۷۸۱. قدیمی‌ترین پیانوی گراند فرانسوی شناخته‌شده. دارای تخته‌گوشی معکوس و سامانهٔ عمل‌گر برگرفته از طراحی بارتولومئو کریستوفوری، با صفحهٔ صدایی تزئین‌شده.

ساز تازهٔ کریستوفوری تا زمانی که نویسندهٔ ایتالیایی شیپیونه مافئی در سال ۱۷۱۱ مقاله‌ای شورانگیز دربارهٔ آن نوشت، نسبتاً ناشناخته باقی ماند. این مقاله، که شامل یک نمودار از مکانیزم ساز نیز بود، به آلمانی ترجمه شد و به‌طور گسترده‌ای منتشر گشت. بیشتر سازندگان پیانوی نسل بعدی، کار خود را با مطالعهٔ همین مقاله آغاز کردند. یکی از این سازندگان، گوتفرید سیلبرمن بود که بیشتر به‌عنوان سازندهٔ ارگ شناخته می‌شد. پیانوهای زیلبرمان تقریباً نسخه‌هایی کامل از پیانوهای کریستوفوری بودند، اما با یک نوآوری مهم: زیلبرمان پیش‌نمونه‌ای از پدال نگه‌دار مدرن را اختراع کرد، که همهٔ خفه‌کننده‌ها را به‌صورت همزمان از روی سیم‌ها بلند می‌کرد. این نوآوری به نوازنده امکان می‌دهد تا پس از رها کردن کلیدها، نت‌های نواخته‌شده را همچنان نگه دارد. به این ترتیب، نوازنده می‌تواند با نگه داشتن یک آکورد توسط پدال، دستان خود را برای رفتن به بخش دیگری از صفحه‌کلید آزاد کند.
زیلبرمان یکی از پیانوهای اولیهٔ خود را در دههٔ ۱۷۳۰ به یوهان سباستیان باخ نشان داد، اما باخ در آن زمان از آن خوشش نیامد و گفت نت‌های زیر بیش از حد ضعیف‌اند و امکان اجرای دینامیکی کامل وجود ندارد. اگرچه این انتقاد باعث ناراحتی زیلبرمان شد، اما گویا آن را جدی گرفت. باخ بعدها، در سال ۱۷۴۷، ساز بهتری را مشاهده کرد و آن را تأیید کرد؛ حتی در فروش پیانوهای زیلبرمان به‌عنوان نمایندهٔ او فعالیت کرد. عبارت «Instrument: piano et forte genandt» (سازی که قادر به نواختن نرم و قوی است) عبارتی بود که باخ برای کمک به فروش این ساز در سال ۱۷۴۹ به کار می‌برد.
ساخت پیانو در اواخر قرن هجدهم در نخستین مکتب موسیقی وین شکوفا شد؛ مکتبی که شامل یوهان آندریاس اشتاین (در آوکسبورگ، آلمان) و سازندگان وینی مانند نانته اشترایخر (دختر اشتاین) و آنتون والتر بود. پیانوهای سبک وینی با قاب چوبی، دو سیم برای هر نت و چکش‌هایی پوشیده از چرم ساخته می‌شدند. برخی از این پیانوها برخلاف پیانوهای امروزی، کلیدهای طبیعی را سیاه و کلیدهای دیز و بمل را سفید طراحی می‌کردند. ولفگانگ آمادئوس موتسارت کنسرتوها و سونات‌های خود را برای چنین سازهایی نوشت. بازسازی این پیانوها در قرن بیست‌ویکم برای اجرای اصیل آثار او انجام می‌شود. پیانوهای دوران موتسارت صدایی نرم‌تر و ماندگاری کمتر از پیانوهای قرن بیست‌ویکم یا پیانوهای انگلیسی داشتند. واژهٔ فورته‌پیانو امروزه برای اشاره به این سازهای اولیه (و بازسازی‌های مدرن آن‌ها) به‌کار می‌رود.

### پیانوی امروزی
بین سال‌های حدود ۱۷۹۰ تا ۱۸۶۰، پیانوی دوران موتسارت دگرگونی‌های مهمی را تجربه کرد که به ساختار امروزی این ساز منجر شد. این انقلاب در پاسخ به علاقهٔ آهنگسازان و نوازندگان به صدایی قوی‌تر و ماندگارتر در پیانو رخ داد، امری که با پیشرفت‌های انقلاب صنعتی ممکن شد؛ از جمله استفاده از سیم پیانوی مرغوب‌تر و ریخته‌گری فلز دقیق‌تر برای تولید قاب‌های چدنی عظیم که قادر به تحمل کشش بسیار بالای سیم‌ها بودند. به‌مرور، محدودهٔ صوتی پیانو از پنج اکتاو زمان موتسارت به هفت اکتاو یا بیشتر در پیانوهای امروزی افزایش یافت.
پیشرفت‌های اولیهٔ فناوری در اواخر قرن هجدهم، تا حد زیادی مرهون شرکت برادوود و پسران بود. جان برادوود با همکاری رابرت استودارت (اسکاتلندی) و آمریکوس بکرز (هلندی)، پیانویی در قالب قاب هارپسیکورد طراحی کردند که منشأ پیانوی «گراند» امروزی شد (حدود سال ۱۷۷۷). برادوود به‌سرعت به‌خاطر کیفیت ساخت و قدرت صدای سازهایش مشهور شد و پیانوهایی ساخت که به‌تدریج بزرگ‌تر، قوی‌تر و مستحکم‌تر بودند. آن‌ها پیانوهایی برای یوزف هایدن و لودویگ فان بتهوون فرستادند و نخستین سازندگانی بودند که پیانوهایی با گستره‌ای بیش از پنج اکتاو تولید کردند: پنج اکتاو و یک پنجم درست در دههٔ ۱۷۹۰، شش اکتاو تا سال ۱۸۱۰ (که بتهوون در آثار متأخرش از آن بهره گرفت) و هفت اکتاو تا سال ۱۸۲۰. سازندگان وین نیز همین روند را دنبال کردند، اما سامانه‌های عملکرد متفاوتی داشتند: برادوودها از سامانه‌ای قوی‌تر استفاده می‌کردند، در حالی که سازهای وینی حساس‌تر بودند.
تا دههٔ ۱۸۲۰، مرکز نوآوری در پیانو به پاریس منتقل شد؛ جایی که شرکت پله‌یل سازهایی برای فردریک شوپن ساخت و شرکت ارار نیز سازهای مورد استفادهٔ فرانتس لیست را تولید کرد. در سال ۱۸۲۱، سباستین ارار سامانهٔ «ضربهٔ دوبل» را ابداع کرد که در آن یک «اهرم تکرار» (balancier) به کار رفته بود و امکان نواختن مجدد یک نت را حتی پیش از بازگشت کامل کلید به جایگاه نخست فراهم می‌کرد. این ویژگی باعث شد نواختن سریع نت‌های تکرارشونده که در آثار لیست بسیار دیده می‌شود، ممکن شود. این اختراع که بعداً توسط آنری هرتز اصلاح و گسترش یافت، به‌تدریج به استاندارد پیانوهای گراند تبدیل شد و هنوز در تمام پیانوهای گراند تولیدشده در قرن بیست‌ویکم به کار می‌رود.
نوآوری‌های دیگر در سامانهٔ پیانو شامل استفاده از چکش‌هایی با روکش نمدی محکم به‌جای چرم یا پنبهٔ چندلایه بود. نمد که نخستین‌بار توسط ژان-آنری پاپ در سال ۱۸۲۶ به‌کار رفت، ماده‌ای یکنواخت‌تر بود و اجازه می‌داد با افزایش وزن چکش و کشش سیم، دامنهٔ دینامیکی بیشتری فراهم شود. پدال سوستنوتو که در سال ۱۸۴۴ توسط ژان-لویی بواسلو اختراع شد و بعدها در سال ۱۸۷۴ توسط شرکت استاین‌وی و پسران به‌کار گرفته شد، نیز امکانات صوتی گسترده‌تری را فراهم کرد.

سامانهٔ پیانوی مربع برادوود
سامانهٔ پیانوی مربع ارار

یکی از نوآوری‌هایی که به تولید صدای قوی در پیانوی امروزی کمک کرد، استفاده از قاب یکپارچه و مستحکم چدنی بود. این قاب که «صفحهٔ آهنی» یا "plate" نیز نامیده می‌شود، بر روی صفحهٔ صدا قرار می‌گیرد و نقش اصلی را در تحمل نیروی کشش سیم‌ها ایفا می‌کند؛ نیرویی که در پیانوهای گراند امروزی گاه از ۲۰ تن (حدود ۴۰٬۰۰۰ پوند نیرو) فراتر می‌رود. قاب چدنی یک‌تکه برای پیانوهای مربع شکل، در سال ۱۸۲۵ در بوستون توسط آلفیوس بابکاک ثبت اختراع شد. این طرح، صفحهٔ پین آهنی (ثبت‌شده توسط برادوود در ۱۸۲۱ به‌نام ساموئل هِروه) و میله‌های تقویتی (ثبت‌شده در ۱۸۲۰ توسط تام و آلن، اما ادعاشده توسط برادوود و ارار) را با هم ترکیب کرد. بابکاک بعداً برای شرکت چیکرینگ و مک‌کیز کار کرد که در سال ۱۸۴۳ نخستین قاب کاملاً آهنی برای پیانوهای گراند را ثبت کرد.
تا اوایل قرن بیستم، بسیاری از سازندگان اروپایی قاب‌های فلزی ترکیبی را ترجیح می‌دادند، اما به‌تدریج سیستم آمریکایی به‌طور کامل پذیرفته شد. استحکام ساختاری بیشتر قاب چدنی امکان استفاده از سیم‌های ضخیم‌تر، محکم‌تر و پرشمارتر را فراهم کرد. در سال ۱۸۳۴، شرکت وبستر و هورزفال در بیرمنگام نوعی سیم پیانو از فولاد ریخته‌گری تولید کرد که آن‌چنان برتر از سیم‌های آهنی پیشین بود که این شرکت انگلیسی به انحصار بازار دست یافت. سیم فولادی بهتری نیز در سال ۱۸۴۰ توسط شرکت وینیایی «مارتین میلر» توسعه یافت. پس از آن، رقابت شدید و نوآوری در تولید سیم پیانو ادامه یافت و برندهای مختلف در رقابت‌های بین‌المللی سنجیده شدند، روندی که سرانجام به شکل مدرن سیم پیانو در دوران کنونی انجامید.
چند پیشرفت مهم در ساخت پیانو شامل تغییراتی در روش سیم‌کشی این ساز بود. در بخش باس هر نت تنها یک سیم دارد، در بخش تنور دو سیم و در بخش تربل سه سیم برای هر نت در نظر گرفته می‌شود. استفاده از میلهٔ «کاپو د آسترو» به‌جای «اگرَف» در بخش‌های بالایی تربل این امکان را فراهم کرد که چکش‌ها در بهترین نقطهٔ ممکن به سیم برخورد کنند، که این موضوع توان صوتی آن ناحیه را به‌شدت افزایش داد. اجرای روش «سیم‌کشی متقاطع» (یا سیم‌کشی متداخل) که در آن سیم‌ها در دو صفحهٔ جداگانه با ارتفاع پل‌های متفاوت قرار می‌گیرند، امکان استفاده از سیم‌های باس بلندتر و انتقال بهینه‌تر از سیم‌های تنور بدون روکش به سیم‌های باس با روکش آهن یا مس را فراهم کرد. این روش ابتدا در دههٔ ۱۸۲۰ توسط «پاپ» ابداع و سپس در سال ۱۸۵۹ در آمریکا توسط «هنری استاین‌وی جونیور» برای پیانوهای گراند ثبت اختراع شد.

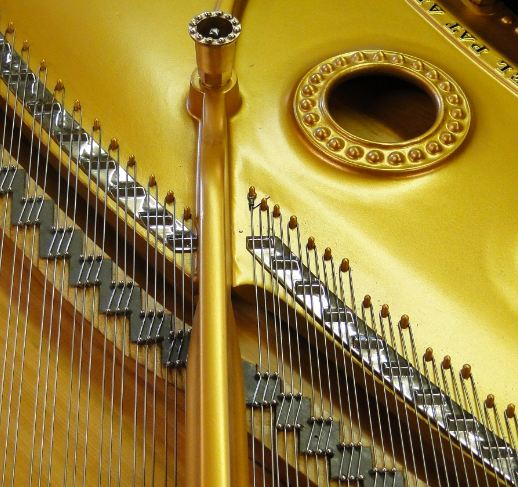
مقیاس دوتایی در مدل A ساخت ۱۸۸۳ استاین‌وی و پسران: از پایین چپ به بالا راست: طول صوتی اصلی سیم‌ها، پل تربل، طول سیم دوتایی، میلهٔ دوتایی (میلهٔ نقره‌ای موازی با پل)، پین‌های مهار، میلهٔ صفحه با پیچ کشش، سوراخ قاب

برخی سازندگان پیانو روش‌هایی برای تقویت صدای هر نت ارائه دادند، مانند پاسکال تسکن (۱۷۸۸)، Collard & Collard (۱۸۲۱) و یولیوس بلوتنر که در سال ۱۸۹۳ روش سیم‌کشی هم‌طنین را توسعه داد. این روش‌ها برای تقویت صدای بخش بالایی تربل استفاده شدند، چرا که تا آن زمان این ناحیه بسیار ضعیف به گوش می‌رسید. همهٔ این روش‌ها بر اساس ارتعاش همدوش سیم‌هایی بودند که مستقیماً توسط چکش‌ها نواخته نمی‌شدند. در روش هم‌طنین بلوتنر، یک سیم چهارم اضافی در دو بخش بالایی تربل به‌کار گرفته می‌شود که اندکی بالاتر از سطح سیم‌های اصلی قرار دارد و مستقیماً با چکش برخورد نمی‌کند، بلکه با همان سیستم دمپر معمولی خاموش می‌شود.
در تقلید از این ایده، «تئودور استاین‌وی» روش «مقیاس دوتایی» را اختراع کرد که در آن قطعات کوتاه سیم غیراصلی، به‌وسیلهٔ میلهٔ «هم‌طنین» در قسمت بالایی پیانو نصب می‌شدند. این سیم‌ها طوری قرار می‌گرفتند که با هارمونیک‌های نت‌های اصلی همدوش و هماهنگ ارتعاش کنند، معمولاً در اکتاوها و دوازدهم‌های مضاعف.

### گونه‌های متفاوت در شکل و طراحی
برخی از پیانوهای اولیه دارای شکل‌ها و طراحی‌هایی بودند که امروزه دیگر استفاده نمی‌شوند. پیانوهای چهارگوش (که واقعاً مربع نبودند، بلکه مستطیل بودند) دارای سیم‌کشی متقاطع با زاویهٔ بسیار تند در بالای چکش‌ها بودند و صفحه‌کلید در کنار ضلع بلند بدنه قرار داشت. این طراحی به کریستیان ارنست فریدریچی در آلمان و یوهانس زومپه در انگلستان نسبت داده می‌شود و در فرانسه توسط گیوم-لبرشت پتزولد و در آمریکا توسط آلفیوس بابکاک بهبود یافت. پیانوهای چهارگوش تا دههٔ ۱۸۴۰ در اروپا و تا دههٔ ۱۸۹۰ در آمریکا به‌وفور ساخته شدند. این سازها نسبت به سایر انواع پیانو بیشترین تغییرات را تجربه کردند: پیانوهای چهارگوش با قاب آهنی و سیم‌کشی متقاطع ساخته‌شده توسط استاین‌وی و پسران، بیش از دو و نیم برابر بزرگ‌تر از پیانوهای قاب چوبی زومپه در یک قرن پیش بودند. محبوبیت آن‌ها عمدتاً به‌دلیل ساخت ساده و قیمت ارزان بود، هرچند صدادهی و عملکردشان به‌دلیل صفحهٔ صدای باریک، عملکرد ساده و فاصله‌گذاری محدود سیم‌ها که باعث اختلال در تراز دقیق چکش‌ها می‌شد، محدود بود.

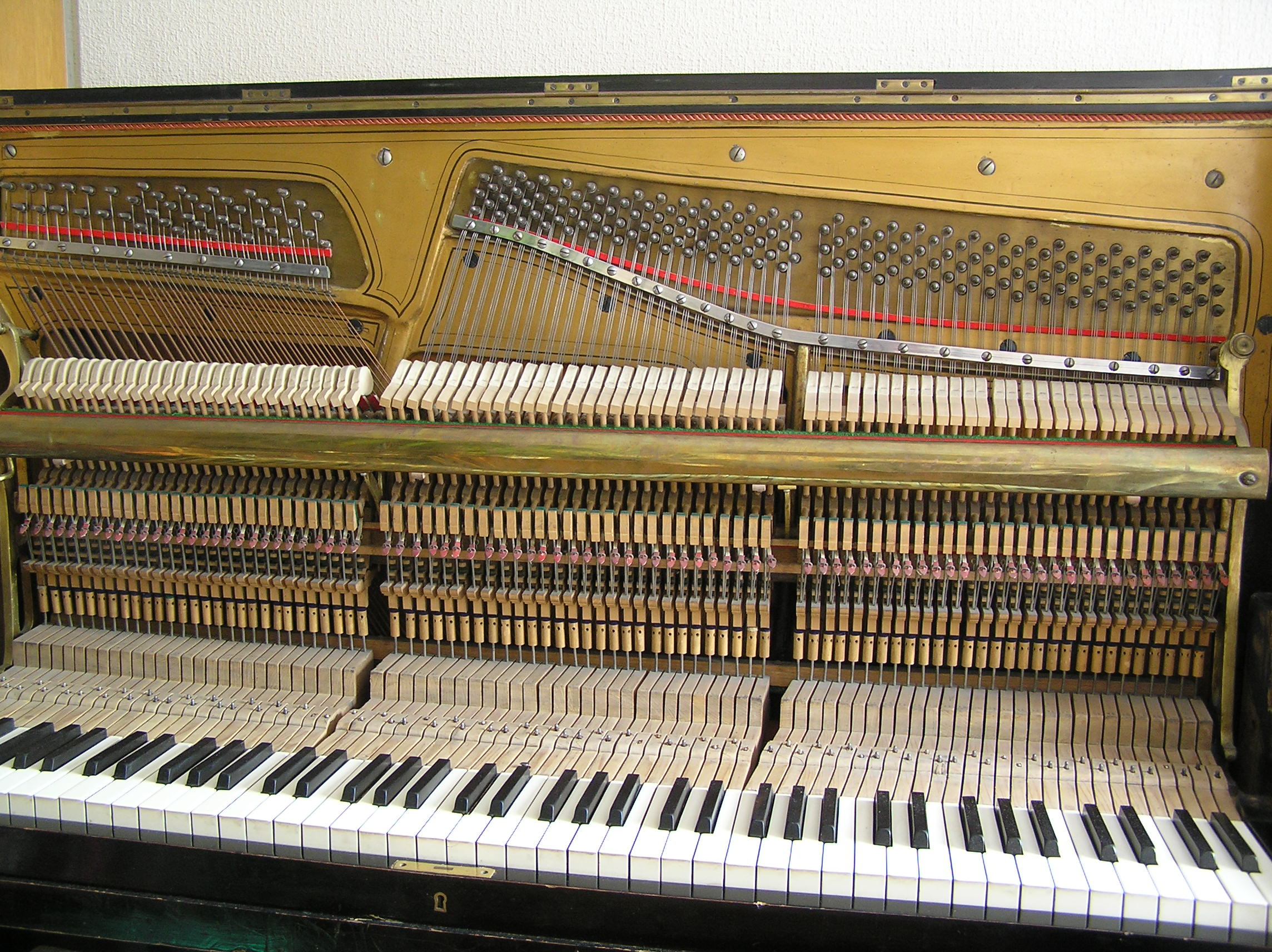
چیدمان مکانیزم و سیم‌ها در پیانوهای ایستاده به‌صورت عمودی نسبت به کلیدهاست. در این تصویر، پوشش سیم‌ها برداشته شده است.

پیانوهای بزرگ ایستاده که سیم‌کشی عمودی دارند مانند پیانویی هستند که به حالت ایستاده قرار داده شده، با صفحهٔ صدا و پل‌ها در بالا و پین‌های کوک در پایین. «پیانو زرافه‌ای»، «پیانو هرمی» و «پیانو چنگی» نیز طراحی‌هایی مشابه داشتند و قاب‌هایی با شکل‌های خاص داشتند. «پیانوی کابینتی» بلند در حدود سال ۱۸۰۵ معرفی شد و تا دههٔ ۱۸۴۰ ساخته می‌شد. این نوع پیانو دارای سیم‌هایی بود که به‌صورت عمودی روی یک قاب یکپارچه کشیده می‌شدند و پل‌ها تقریباً تا کف پایین می‌آمدند، در پشت صفحه‌کلید و با سامانه‌ای بزرگ برای انتقال حرکت. مدل «پیانینو» یا پیانوی ایستادهٔ کوچک با سیم‌کشی عمودی که در حدود سال ۱۸۱۵ توسط رابرت ورنام رایج شد، تا قرن بیستم تولید می‌شد. این نوع پیانو به‌طور غیررسمی «پیانوی قفس‌پرنده‌ای» نامیده می‌شود، به‌دلیل مکانیزم دمپر آشکاری که دارد.
نوع دیگری به‌نام پیانوی ایستادهٔ مورّب که در اواخر دههٔ ۱۸۲۰ در فرانسه توسط شرکت Roller & Blanchet رواج یافت، سیم‌کشی‌اش در تمامی محدوده به‌صورت مورب بود. مدل بسیار کوچک اسپینت ایستاده از دههٔ ۱۹۳۰ تا زمان‌های اخیر تولید می‌شد. به‌دلیل قرارگیری پایین چکش‌ها، در آن از سامانهٔ انتقال «قطره‌ای» برای حفظ ارتفاع مناسب صفحه‌کلید استفاده می‌شد.
پیانوهای گراند و ایستادهٔ امروزی تا پایان قرن نوزدهم به شکل نهایی خود رسیدند. هرچند روش‌های تولید و برخی جزئیات همچنان در حال بهبودند، و در برخی پیانوهای آکوستیک دههٔ ۲۰۱۰ قابلیت‌های ضبط ام‌آی‌دی‌آی و ماژول‌های صدای دیجیتال افزوده شده‌اند، اما قرن نوزدهم دوران اصلی نوآوری و اصلاحات چشمگیر در پیانو بود.

## گونه‌ها
پیانوهای امروزی در دو شکل اصلی تولید می‌شوند: پیانوهای گراند و ایستاده، با انواع گوناگون از هرکدام. همچنین گونه‌های تخصصی و فانتزی، پیانو الکتریک با طراحی‌های الکترومکانیکی، پیانوی الکترونیکی که با نوسان‌سازها صدایی شبیه پیانو تولید می‌کند، و پیانوی دیجیتال که با استفاده از نمونه‌برداری (پردازش سیگنال) صدای پیانوی آکوستیک را بازتولید می‌کند نیز وجود دارند.

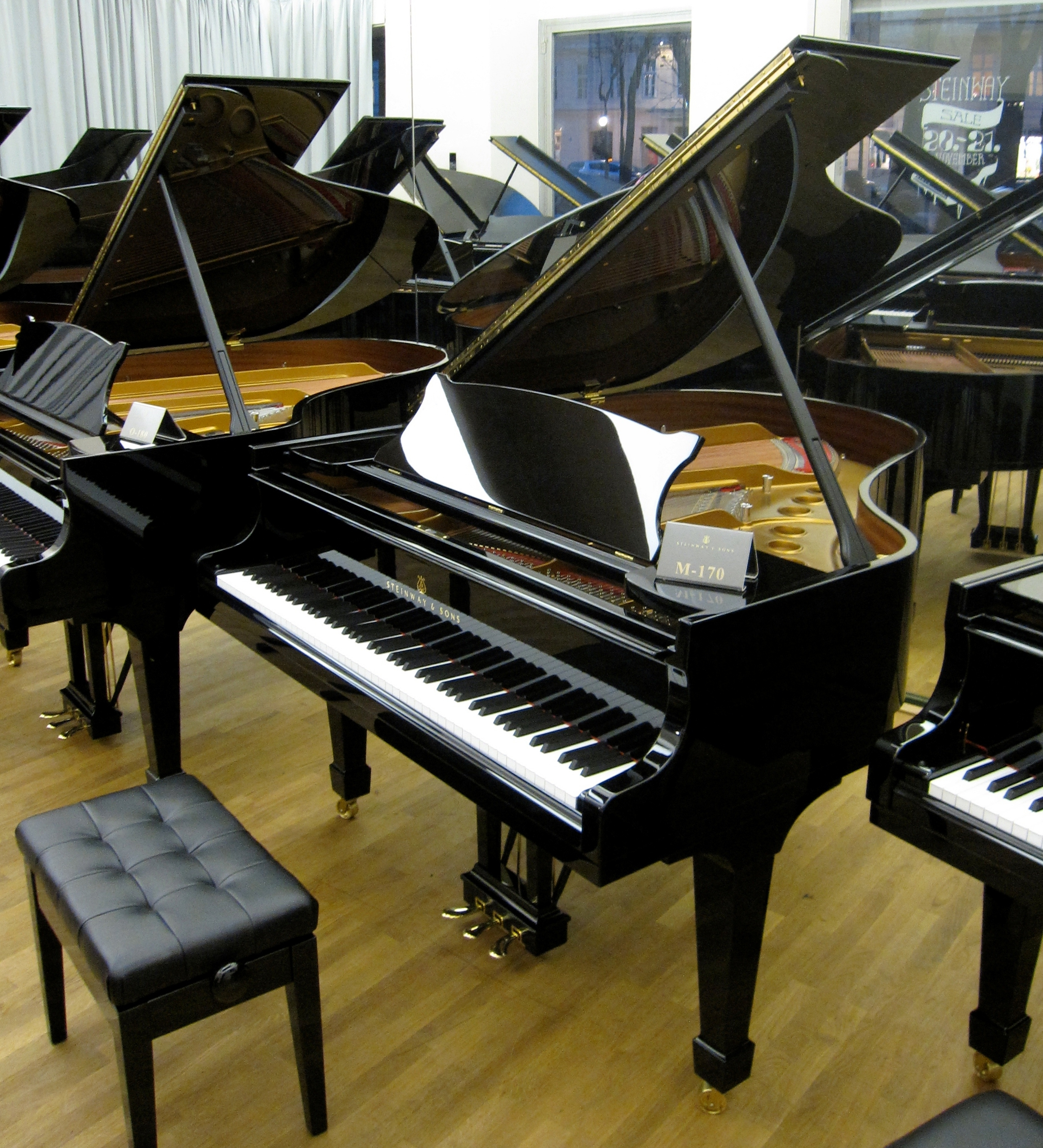
یک پیانوی مدل «بیبی گراند» ساخت شرکت آلمانی-آمریکایی استاین‌وی و پسران.

آنچه در اصطلاح به آن پیانوی گرند یا گرند پیانو (Grand Piano) گفته می‌شود (و در ایران با نام نادرستِ «پیانو رویال» شناخته می‌شود)، غالباً بیش از دو متر طول دارد و دارای درِ بزرگی‌ست که برای هرچه بهتر شدنِ صدای پیانو، معمولاً در هنگام نواختن ساز، این در را در وضعیت نیمه‌باز توسط پایهٔ کوچکی ثابت می‌کنند. انواع اصلیِ دیگرِ پیانو با نام‌های پیانوی دیواری، پیانو الکتریک، پیانوی چهارگوش، و پیانوی اسپینت هستند، که پیانوهای چهارگوش و پیانوهای اسپینت امروزه منسوخ شده‌اند.

### گراند

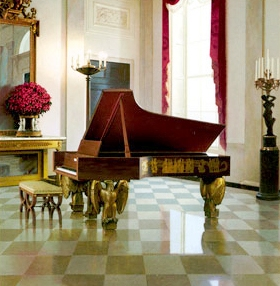
پیانوی استاین‌وی و پسران در کاخ سفید

در پیانوی گراند، قاب و سیم‌ها به‌صورت افقی قرار دارند و سیم‌ها از صفحه‌کلید دور می‌شوند. مکانیزم ضربه در زیر سیم‌ها قرار دارد و بازگشت به وضعیت اولیهٔ چکش‌ها با نیروی گرانش انجام می‌شود. طول پیانوهای گراند بین حدود ۱٫۵ تا متغیر است. برخی از این اندازه‌ها نام‌های خاص دارند، از جمله:
- «بیبی گراند» – حدود ۱٫۵ متر[ابزار تبدیل: یکای ناشناخته]
- «گراند اتاق نشیمن» یا «گراند خوابگاه» – ۱٫۷ تا[ابزار تبدیل: یکای ناشناخته]
- «گراند کنسرت» – بین ۲٫۲ تا[ابزار تبدیل: یکای ناشناخته]

هرچه طول پیانو بیشتر باشد، صدا پرطنین‌تر، غنی‌تر و ناهماهنگی هارمونیکهای سیم‌ها کمتر است. ناهماهنگی زمانی رخ می‌دهد که بسامد هارمونیکها (یا جزئیات صدایی) اندکی از مضرب‌های صحیح بسامد پایه دور باشند. این موضوع به‌دلیل سختی سیم‌هاست که در هنگام ارتعاش از محل اتصال تا مرکز (که انعطاف‌پذیرتر است) با تفاوت‌هایی همراه است. زنگ‌زدگی در سیم‌های بدون روکش یا گرد و غبار در سیم‌های باس روکش‌دار نیز می‌توانند ناهماهنگی را افزایش دهند.
هرچه این ناهماهنگی بیشتر باشد، گوش آن را به‌عنوان زمختی یا خشونت در صدا درک می‌کند. برای جبران آن، اکتاوها به‌صورت اکتاو کشیده کوک می‌شوند، یعنی نه به مضرب دقیق فرکانس پایه، بلکه به هارمونیک کشیده‌شدهٔ اکتاو پایین‌تر. اگر این کشیدگی انجام نشود، اکتاوهای منفرد درست به‌نظر می‌رسند اما اکتاوهای مضاعف یا سه‌گانه بسیار تنگ به‌گوش می‌رسند. در پیانوی گراند کنسرت، کشیدگی اکتاو باعث تعادل هارمونیکی بهتر می‌شود و حتی هماهنگی بین نت‌های بالا و هارمونیک‌های سه اکتاو پایین‌تر حفظ می‌شود. این موضوع باعث می‌شود اکتاوهای نزدیک و دور پاکیزه‌تر و پنجم درستها بی‌لرزش‌تر شنیده شوند. این از جمله دلایلی است که پیانوهای گراند کامل در سالن‌های کنسرت به‌کار می‌روند. در مقابل، پیانوهای گراند کوچک‌تر برای استفاده در منازل یا آموزشگاه‌ها و سالن‌های کوچک مناسب‌اند.

### پیانوهای ایستاده

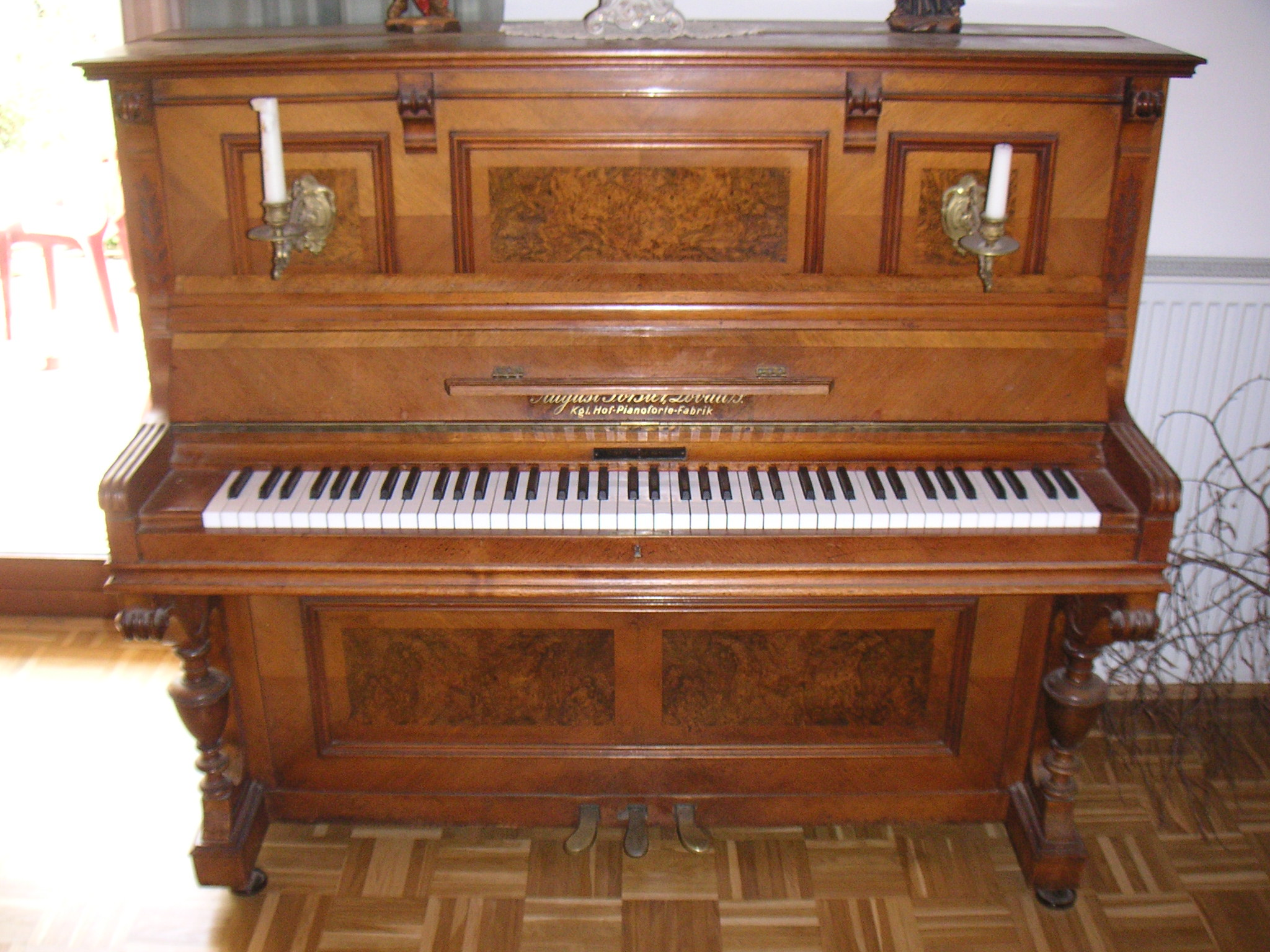
پیانوی ایستاده ساخت August Förster

پیانوهای ایستاده که پیانوهای عمودی نیز نامیده می‌شوند، ساختاری فشرده‌تر دارند و قاب و سیم‌هایشان به‌صورت عمودی قرار گرفته‌اند. مکانیزم عملکرد پیانوی ایستاده در سال ۱۸۲۶ توسط «رابرت ورنام» در لندن اختراع شد و مدل‌های ایستاده به محبوب‌ترین مدل برای استفادهٔ خانگی بدل شدند. پیانوهای ایستاده فضای کمتری نسبت به پیانوهای گراند اشغال می‌کنند و برای تمرین و نواختن در خانه گزینهٔ مناسب‌تری هستند. در این نوع پیانوها، چکش‌ها به‌صورت افقی حرکت می‌کنند و با استفاده از فنرها به حالت اولیه بازمی‌گردند، اما این فنرها در گذر زمان ممکن است دچار استهلاک شوند. پیانوهایی با قاب‌های غیرمعمولاً بلند و سیم‌های طولانی گاهی با عنوان «گراند ایستاده» تبلیغ می‌شدند، اما این نام‌گذاری گمراه‌کننده است.
برخی نویسندگان پیانوهای ایستادهٔ امروزی را بر اساس ارتفاع و تغییرات مکانیزم متناسب با آن طبقه‌بندی می‌کنند. این پیانوها معمولاً از مدل‌های گراند ارزان‌تر هستند و در مکان‌هایی مانند کلیساها، مراکز اجتماعی، مدارس، کنسرواتوارهای موسیقی و برنامه‌های موسیقی دانشگاهی برای تمرین و آموزش گسترده به‌کار می‌روند و در خانه‌ها نیز بسیار محبوب‌اند.
- بالای مدل اسپینت (ساز) به‌سختی از سطح صفحه‌کلید بالاتر می‌رود. برخلاف دیگر پیانوها، مکانیزم اسپینت در زیر کلیدها قرار دارد و با سیم‌هایی عمودی که به پشت کلیدها وصل‌اند، عمل می‌کند.
- پیانوهای کنسول، عملکرد فشرده‌تری دارند (چکش‌هایی کوتاه‌تر از مدل‌های بزرگ ایستاده)، اما چون مکانیزمشان بالای کلیدها قرار دارد، معمولاً بهتر از اسپینت عمل می‌کنند. پیانوهای کنسول چند اینچ کوتاه‌تر از مدل‌های استودیو هستند.
- پیانوهای استودیو در حدود ۴۲ تا[ابزار تبدیل: یکای ناشناخته] ارتفاع دارند. این کوتاه‌ترین کابینتی است که می‌تواند مکانیزمی با اندازهٔ کامل و بالای کلیدها را در خود جای دهد.
- هر چیزی بلندتر از پیانوی استودیو، به‌طور کلی «پیانوی ایستاده» نامیده می‌شود. (از لحاظ فنی، هر پیانویی با صفحه صدای عمودی می‌تواند پیانوی ایستاده خوانده شود، اما این واژه بیشتر برای مدل‌های تمام‌قد به‌کار می‌رود)

### مدل‌های تخصصی
پیانوی اسباب‌بازی که در قرن نوزدهم معرفی شد، سازی شبیه پیانو است که به‌جای سیم، از میله‌های فلزی گرد برای تولید صدا استفاده می‌کند. کتابخانه کنگره آمریکا این ساز را با عنوان «نُت‌های پیانوی اسباب‌بازی» به‌عنوان سازی منحصربه‌فرد فهرست کرده است: Toy Piano Scores: M175 T69.
در سال ۱۸۶۳، آنری فورنو پیانولا را اختراع کرد؛ سازی خودکار که با استفاده از رول پیانو موسیقی اجرا می‌کند. دستگاهی عملکرد نوازندگی را روی رول‌های کاغذی پانچ می‌کرد و پیانولا آن را با سامانه‌ای بادی بازپخش می‌نمود. معادل‌های مدرن آن عبارت‌اند از بوزندورفر CEUS, Yamaha Disklavier و QRS Pianomation که به‌جای سامانهٔ بادی، از سلونوئید و ام‌آی‌دی‌آی استفاده می‌کنند.
پیانوی بی‌صدا نوعی پیانوی آکوستیک است که امکان ساکت کردن سیم‌ها را از طریق میلهٔ چکشیِ میانی فراهم می‌کند تا نوازنده بتواند بی‌صدا تمرین کند و مزاحم دیگران نشود.
ادوارد رایلی در سال ۱۸۰۱ پیانوی ترانسپوز را اختراع کرد؛ سازی نادر که با یک اهرم زیر صفحه‌کلید، امکان جابه‌جایی صفحه‌کلید نسبت به سیم‌ها را فراهم می‌کرد، تا نوازنده بتواند با انگشت‌گذاری آشنا بنوازد ولی صدا در گامی متفاوت پخش شود.
مینی‌پیانو سازی است که در سال ۱۹۳۴ توسط برادران «براستد» از شرکت Eavestaff Ltd. ثبت اختراع شد. این ساز بدون قاب پشتی طراحی شده و صفحه صدای آن در زیر کلیدها قرار دارد. میله‌های فلزی بلند اهرم‌ها را می‌کشند تا چکش‌ها به سیم‌ها ضربه بزنند. مدل نخست با نام «پینت» این ویژگی منحصربه‌فرد را داشت که پین‌های کوک از بدنهٔ ساز عبور کرده و از جلو قابل تنظیم بودند.
پیانوی دستکاری‌شده که در برخی آثار موسیقی معاصر قرن بیستم و بیست‌ویکم دیده می‌شود، سازی است که در آن اشیائی در داخل پیانو قرار داده می‌شود یا مکانیزمش تغییر داده می‌شود تا صدا تغییر کند. نت‌نویسی این نوع قطعات، تغییرات لازم را مشخص می‌کند، مثلاً وارد کردن لاستیک، کاغذ، پیچ فلزی یا واشر بین سیم‌ها. این اشیاء باعث خفه شدن یا تغییر رنگ صوتی سیم‌ها می‌شوند.
برخی پیانوهای فورته‌پیانوی وینی دارای افکت‌های کوبه‌ای بودند که با اهرم‌هایی فعال می‌شدند. از این ویژگی در قطعاتی مانند سونات شماره ۱۱ پیانو (موتسارت) استفاده می‌شد.
پیانوی پدالی نوع نادری از پیانو است که دارای صفحه‌کلید پدالی در پایین ساز است و با پا نواخته می‌شود. این پدال‌ها ممکن است همان سیم‌های باس پیانو را به صدا درآورند یا به‌ندرت مجموعه‌ای مستقل از سیم‌های باس و چکش‌های جداگانه داشته باشند. هدف اصلی از این ساز تمرین آثار ارگ بادی در خانه بوده، ولی برخی نوازندگان نیز از آن در اجراهای صحنه‌ای استفاده کرده‌اند.
ودیع صبرا در سال ۱۹۲۰ با همکاری شرکت پلیل یک پیانوی ریزپرده ساخت. بعدها عبدالله شاهین با همکاری فردریک هافمن اتریشی، پیانوی ربع‌پرده‌ای شرقی خود را طراحی و ساخت.

### الکتریک، الکترونیک و دیجیتال

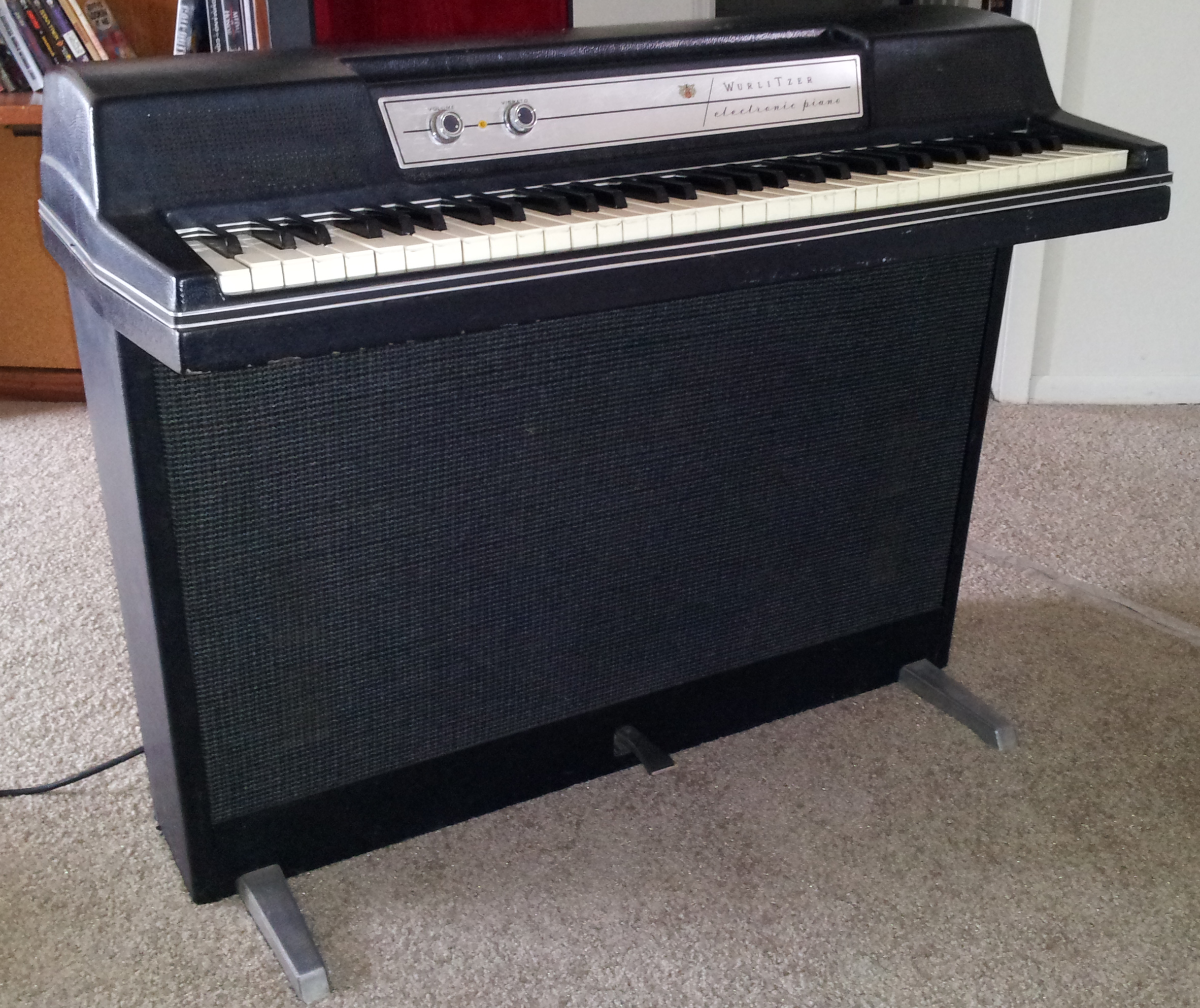
پیانوی الکتریک Wurlitzer 210

با پیشرفت‌های فناوری موسیقی، پیانوهای الکتریک (۱۹۲۹)، الکترونیک (دههٔ ۱۹۷۰) و پیانوی دیجیتال (دههٔ ۱۹۸۰) توسعه یافتند. نخستین پیانوهای الکتریک از اواخر دههٔ ۱۹۲۰ با سیم‌های فلزی، پیکاپ، تقویت‌کننده صوتی و بلندگو ساخته شدند. پیانوهای الکتریک محبوب در موسیقی عامه‌پسند و موسیقی راک دهه‌های ۶۰ و ۷۰ میلادی، مانند فندر رودز، به‌جای سیم از زبانه‌های فلزی و پیکاپ‌های الکترومغناطیسی شبیه گیتار الکتریک استفاده می‌کردند. سیگنال آنالوگ الکتریکی حاصل، با تقویت‌کننده صفحه‌کلید تقویت یا با افکت یونیت پردازش می‌شد. در موسیقی کلاسیک، پیانوهای الکتریک عمدتاً برای تمرین ارزان‌قیمت به کار می‌روند. پیانوهایی مانند فندر رودز در دههٔ ۱۹۷۰ از سازهای مهم فانک، جاز فیوژن و برخی سبک‌های موسیقی راک شدند.
پیانوهای الکترونیک غیرآکوستیک‌اند، سیم یا چکش ندارند و نوعی سینث‌سایزر آنالوگ هستند که با نوسان‌ساز و فیلتر، صدای پیانو را تقلید یا شبیه‌سازی می‌کنند. آن‌ها باید به تقویت‌کننده و بلندگو متصل شوند (هرچند برخی صفحه‌کلیدهای الکترونیکی آمپ و بلندگوی داخلی دارند). یا می‌توان آن‌ها را در محیط ساکت با هدفون نواخت.
پیانوهای دیجیتال نیز غیرآکوستیک‌اند و سیم یا چکش ندارند. این سازها با فناوری نمونه‌برداری، صدای هر نت پیانو را به‌طور دقیق بازتولید می‌کنند. این پیانوها نیز باید به آمپلی‌فایر و بلندگو متصل شوند (گرچه بیشتر پیانوهای دیجیتال، آمپ و بلندگوی داخلی دارند). همچنین امکان تمرین با هدفون برای پرهیز از ایجاد مزاحمت دارند. پیانوهای دیجیتال ممکن است دارای پدال پایدارساز، کلیدهای سنگین یا نیمه‌سنگین، صداهای متنوع (مثل نمونه‌های شبیه‌سازی‌شدهٔ پیانو الکتریک، ارگ هموند، ویولن و غیره) و رابط ام‌آی‌دی‌آی باشند. درگاه‌های ام‌آی‌دی‌آی، پیانوی دیجیتال را به دیگر ابزارها یا دستگاه‌های موسیقی متصل می‌کنند؛ برای مثال، خروجی ام‌آی‌دی‌آی یک پیانو می‌تواند با کابل به ماژول صوتی وصل شود تا نوازنده بتواند با صفحه‌کلید پیانو، صداهای سینث‌سایزر مدرن را اجرا کند. پیانوهای دیجیتال اولیه فاقد پدال کامل بودند، اما نرم‌افزارهای نسل جدید مانند سری Yamaha Clavinova از فناوری مدل‌سازی فیزیکی استفاده می‌کنند که ارتعاش هم‌نواز سیم‌ها (مثلاً هنگام فشردن پدال پایداری) و مجموعه کامل پدال‌ها را شبیه‌سازی می‌کنند. قدرت پردازش این سازها امکان بهره‌گیری از مجموعه‌های نمونه‌برداری چند گیگابایتی را فراهم کرده است که شامل تا ۹۰ نمونهٔ گوناگون برای هر کلید در شرایط مختلف (مثلاً نواخته‌شدن با شدت یا حمله‌های متفاوت) می‌باشد. نمونه‌های اضافی، صدای رها شدن کلید، افتادن دمپر، ارتعاش هم‌نواز و تکنیک‌هایی مانند دوباره‌پدال‌گیری را نیز شبیه‌سازی می‌کنند.
پیانوهای دیجیتال دارای ام‌آی‌دی‌آی می‌توانند دادهٔ ام‌آی‌دی‌آی را تولید، ضبط یا پخش کنند، شبیه به عملکرد پیانولا. پروندهٔ ام‌آی‌دی‌آی نه صدای نهایی بلکه ویژگی‌های فیزیکی نت را ثبت می‌کند (مثل کدام نت با چه شدتی نواخته شده است) و سپس از آن برای بازسازی صدا استفاده می‌کند. نرم‌افزارهایی مانند Pianoteq می‌توانند جریان ام‌آی‌دی‌آی را در زمان واقعی یا بعداً ویرایش و پردازش کنند. این نوع نرم‌افزار گاهی اصلاً نمونه‌برداری نمی‌کند بلکه بر پایهٔ ویژگی‌های فیزیکی تولید صدا را شبیه‌سازی می‌کند.

### سازهای ترکیبی

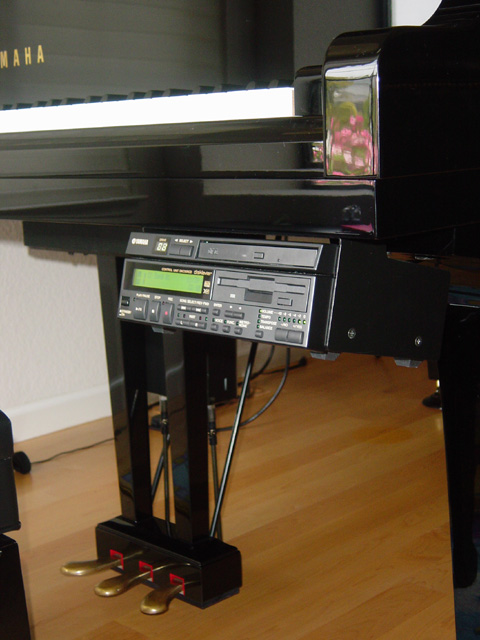
پیانوی الکترونیکی Disklavier ساخت یاماها. واحد نصب‌شده زیر صفحه‌کلید می‌تواند نرم‌افزار ام‌آی‌دی‌آی یا صوتی را از روی دیسک اجرا کند.

از دههٔ ۲۰۰۰، برخی پیانوها ترکیبی از ساز آکوستیک (گراند یا ایستاده) و قابلیت‌های الکترونیکی ام‌آی‌دی‌آی هستند. این پیانوها را می‌توان به‌صورت آکوستیک نواخت یا صفحه‌کلید آن‌ها را به‌عنوان کنترلر ام‌آی‌دی‌آی به کار برد تا ماژول سینث‌سایزر یا نمونه‌برداری را تحریک کند. برخی پیانوهای دارای ویژگی‌های الکترونیکی، مانند Disklavier یاماها که در سال ۱۹۸۷ معرفی شد، مجهز به حسگرهای الکترونیکی برای ضبط و سلونوئیدهای الکترومکانیکی برای پخش خودکار هستند. این حسگرها حرکت کلیدها، چکش‌ها و پدال‌ها را هنگام اجرا ثبت می‌کنند و داده‌ها را به‌صورت پرونده ام‌آی‌دی‌آی استاندارد ذخیره می‌کنند. هنگام پخش، سلونوئیدها کلیدها و پدال‌ها را به حرکت درمی‌آورند و اجرا را بازسازی می‌کنند. مدل‌های جدید Disklavier امکاناتی مانند تولید صدای داخلی برای پخش همراهی ام‌آی‌دی‌آی، بلندگوها، اتصال ام‌آی‌دی‌آی برای ارتباط با رایانه‌ها و ابزارهای دیگر، درگاه‌های اضافی صوتی و SMPTE، و اتصال به اینترنت دارند. این پیانوها در مدل‌های ایستاده، بیبی گراند و گراند (حتی تا ۹ فوت) ساخته شده‌اند. سامانه‌های بازپخش از مدل‌های ساده و فقط پخش، تا مدل‌های حرفه‌ای با وضوحی فراتر از محدودیت‌های معمول داده‌های ام‌آی‌دی‌آی را شامل می‌شوند. واحد نصب‌شده زیر صفحه‌کلید می‌تواند نرم‌افزارهای ام‌آی‌دی‌آی یا صوتی را از روی دیسک اجرا کند.

## ساختار و اجزا

مرکزی: (۱) چارچوب (۲) در، بخش جلو (۳) میلهٔ کاپو (۴) خفه‌کننده (۵) در، بخش عقب (۶) سازوکار خفه‌کننده (۷) میلهٔ پدال ساستِنو (۸) سازوکار پدال، میله‌ها (۹، ۱۰، ۱۱) پدال‌ها: راست (پایداری/خفه‌کننده)، میانی (ساستِنو)، چپ (نرم/اونا کُردا) (۱۲) پل (۱۳) پین مهار (۱۴) چارچوب (۱۵) صفحهٔ صدا (۱۶) سیم

پیانوها می‌توانند بیش از ۱۲٬۰۰۰ قطعهٔ جداگانه داشته باشند که شش بخش عملکردی را پشتیبانی می‌کنند: صفحه‌کلید، چکش‌ها، خفه‌کننده‌ها، پل، صفحهٔ صدا و سیم‌ها. بسیاری از اجزای پیانو از موادی ساخته شده‌اند که به‌خاطر استحکام و دوام‌شان انتخاب شده‌اند. این امر به‌ویژه دربارهٔ لبهٔ بیرونی ساز صدق می‌کند که معمولاً از سخت‌چوب، عمدتاً افرا یا راش ساخته می‌شود و حجم و سنگینی آن به‌عنوان بخشی تقریباً بی‌حرکت، به لرزش مؤثرتر صفحهٔ صدا کمک می‌کند. به‌گفتهٔ Harold A. Conklin، هدف از این لبهٔ محکم آن است که «... انرژی لرزشی تا جای ممکن در صفحهٔ صدا باقی بماند و در اجزای بدنهٔ ساز که تشعشع‌دهنده‌های ناکارآمدی هستند، بیهوده از بین نرود.»
لبه‌های سخت‌چوب معمولاً با چسباندن نوارهای نازک (و بنابراین قابل‌انعطاف) از چوب سخت ساخته می‌شوند که بلافاصله پس از چسب‌زنی، به شکل دلخواه خم می‌شوند. سامانهٔ تخته‌چندلا خمیده را C.F. Theodore Steinway در سال ۱۸۸۰ برای کاهش زمان و هزینهٔ ساخت توسعه داد. پیش از آن، لبه‌ها از چند قطعه چوب جامد ساخته می‌شدند که به هم متصل و روکش می‌شدند؛ شیوه‌ای که سازندگان اروپایی تا سدهٔ بیستم نیز به‌کار می‌بردند. یک استثنای امروزی، برند بوزندورفر است (سازندهٔ اتریشی پیانوهای سطح بالا) که لبه‌های درونی سازهایش را از صنوبر جامد می‌سازد—همان چوبی که صفحهٔ صدا از آن ساخته می‌شود—و آن را شیاردار می‌کند تا بتواند خم شود؛ به‌جای آنکه لبه از لرزش جدا شود، اصل «جعبهٔ تشدیدگر» به چارچوب اجازه می‌دهد تا آزادانه‌تر با صفحهٔ صدا هم‌رزونانس شده و به رنگ‌آمیزی و غنای صوتی ساز بیفزاید.
ستون‌های ضخیم چوبی که در زیر پیانوهای گراند یا پشت پیانوهای دیواری قرار دارند، ساختار لبه را تثبیت می‌کنند و معمولاً از نرم‌چوب ساخته می‌شوند تا پایداری فراهم کنند. نیاز به استحکام سازه‌ای که با چوب سخت و فلز ضخیم تأمین می‌شود، باعث سنگینی پیانو می‌شود. حتی یک پیانوی ایستادهٔ کوچک می‌تواند حدود ۱۳۶ کیلوگرم وزن داشته باشد، و استاین‌وی و پسران مدل گراند کنسرتی (مدل D) حدود ۴۸۰ کیلوگرم است. بزرگ‌ترین پیانوی موجود در بازار آزاد، مدل F308 از فاتسیولی است که حدود ۵۷۰ کیلوگرم وزن دارد.
بخش نگهدارندهٔ پین‌های کوک (pinblock) نیز باید بسیار محکم باشد. این قطعه از سخت‌چوب (معمولاً افرا یا راش) ساخته شده و برای استحکام، پایداری و دوام، به‌صورت لایه‌لایه طراحی می‌شود. سیم‌های پیانو (که با عنوان سیم پیانو نیز شناخته می‌شوند)، که باید تنش شدید و ضربات پیاپی را برای سال‌ها تحمل کنند، از فولاد کربن بالا ساخته می‌شوند. این سیم‌ها باید کمترین تغییرات را در قطر داشته باشند، زیرا هر گونه انحراف از یکنواختی، باعث اعوجاج در صدا می‌شود. سیم‌های باس پیانو از مغزی فولادی ساخته می‌شوند که با یک یا دو لایه سیم مسی پیچیده شده‌اند تا جرم را افزایش داده و در عین حال انعطاف‌پذیری را حفظ کنند. اگر در سراسر ساز از سیم‌های تک‌تایی (مونوکورد) استفاده شود، سیم‌های سنگین باس بر بخش‌های بالاتر غلبه می‌کنند. سازندگان با استفاده از سیم‌های دوتایی (بیکورد) در بخش تِنور و سه‌تایی (تریکورد) در بخش تریبل این مسئله را جبران می‌کنند.

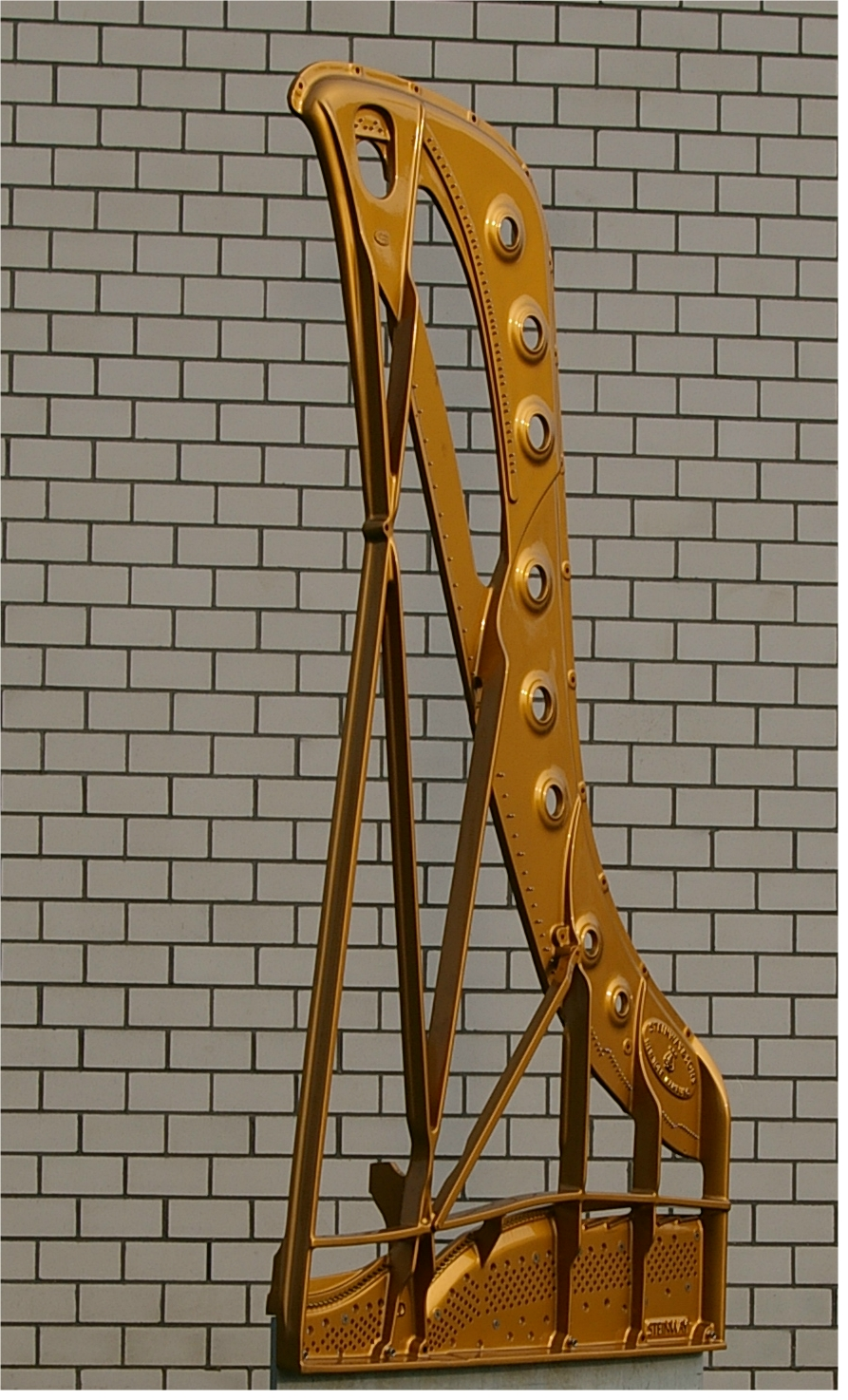
چدن در ساختار پیانو گراند

صفحه (یا چنگ، قاب فلزی) در پیانو معمولاً از چدن ریخته‌گری شده ساخته می‌شود. استفاده از صفحه‌ای حجیم سودمند است، زیرا سیم‌ها از هر دو انتها به صفحه متصل‌اند و اگر این صفحه به‌اندازه کافی حجیم نباشد، بخشی از انرژی لرزشی که باید از طریق پل به صفحهٔ صدا منتقل شود، جذب آن خواهد شد. برخی سازندگان از فولاد ریخته‌گری استفاده می‌کنند، ولی بیشترشان چدن را ترجیح می‌دهند، چون به‌راحتی ریخته‌گری و ماشین‌کاری می‌شود، انعطاف‌پذیری کافی برای استفاده در پیانو دارد، نسبت به تغییر شکل مقاوم‌تر از فولاد است و به‌ویژه در برابر فشار مقاوم است. ریخته‌گری صفحهٔ چدنی یک هنر به‌شمار می‌آید، زیرا ابعاد بسیار مهم‌اند و چدن در زمان سردشدن حدود یک درصد جمع می‌شود. گنجاندن چنین قطعهٔ بزرگی از فلز در پیانو می‌تواند از نظر زیبایی‌شناسی ناخوشایند باشد، اما سازندگان با پولیش، رنگ‌آمیزی و تزئین صفحه این مشکل را حل کرده‌اند. صفحات معمولاً دارای نشان‌وارهٔ تزیینی سازنده نیز هستند.
در تلاش برای سبک‌تر ساختن پیانوها، شرکت آلکوا در دههٔ ۱۹۴۰ با شرکت سازندهٔ پیانو «وینتر اند کمپانی» همکاری کرد تا پیانوهایی با استفاده از صفحهٔ آلومینیومی بسازند. با این حال، صفحه‌های آلومینیومی در میان سازندگان و نوازندگان مقبولیت گسترده نیافتند و این طرح کنار گذاشته شد. پیش از آن، یک پیانو که تقریباً به‌طور کامل از آلومینیوم ساخته شده بود، در کشتی هوایی هیندنبورگ ال‌زد ۱۲۹ نصب شده بود.
بخش‌های بسیار زیاد سامانهٔ مکانیکی پیانو معمولاً از چوب سختی همچون افرا، راش یا ممرز ساخته می‌شوند؛ هرچند از زمان جنگ جهانی دوم، برخی سازندگان شروع به استفاده از پلاستیک نیز کردند. پلاستیک‌های اولیه‌ای که در دهه‌های ۱۹۴۰ و ۱۹۵۰ در برخی پیانوها استفاده شد، در گذر زمان با کاهش استحکام مواجه شدند. از سال ۱۹۶۱، شاخهٔ نیویورکی شرکت استاین‌وی برای برخی بخش‌های سامانهٔ «گراند پرمافری» از پلی تترافلوئورواتیلن (تفلون) که توسط دوپون توسعه یافته بود به‌جای بوش‌های نمدی استفاده کرد، اما این طرح در سال ۱۹۸۲ به‌دلیل اصطکاک بیش از حد و صدای «کلیک» که به‌مرور ایجاد می‌شد، کنار گذاشته شد؛ چرا که در حالی‌که تفلون در برابر رطوبت پایدار است، چوب اطراف آن با تغییرات رطوبتی منبسط و منقبض می‌شود که مشکل‌ساز است. در سال‌های اخیر، شرکت کاوایی پیانوهایی با قطعات ساخته‌شده از موادی نوین همچون پلیمر تقویت‌شده با الیاف کربن ساخته است و شرکت Wessell, Nickel and Gross نیز مجموعه‌ای از قطعات مرکب دقیق مهندسی‌شده را عرضه کرده است. تاکنون این قطعات عملکرد قابل قبولی داشته‌اند، اما چندین دهه طول می‌کشد تا دوام آن‌ها در مقایسه با قطعات چوبی مشخص شود.

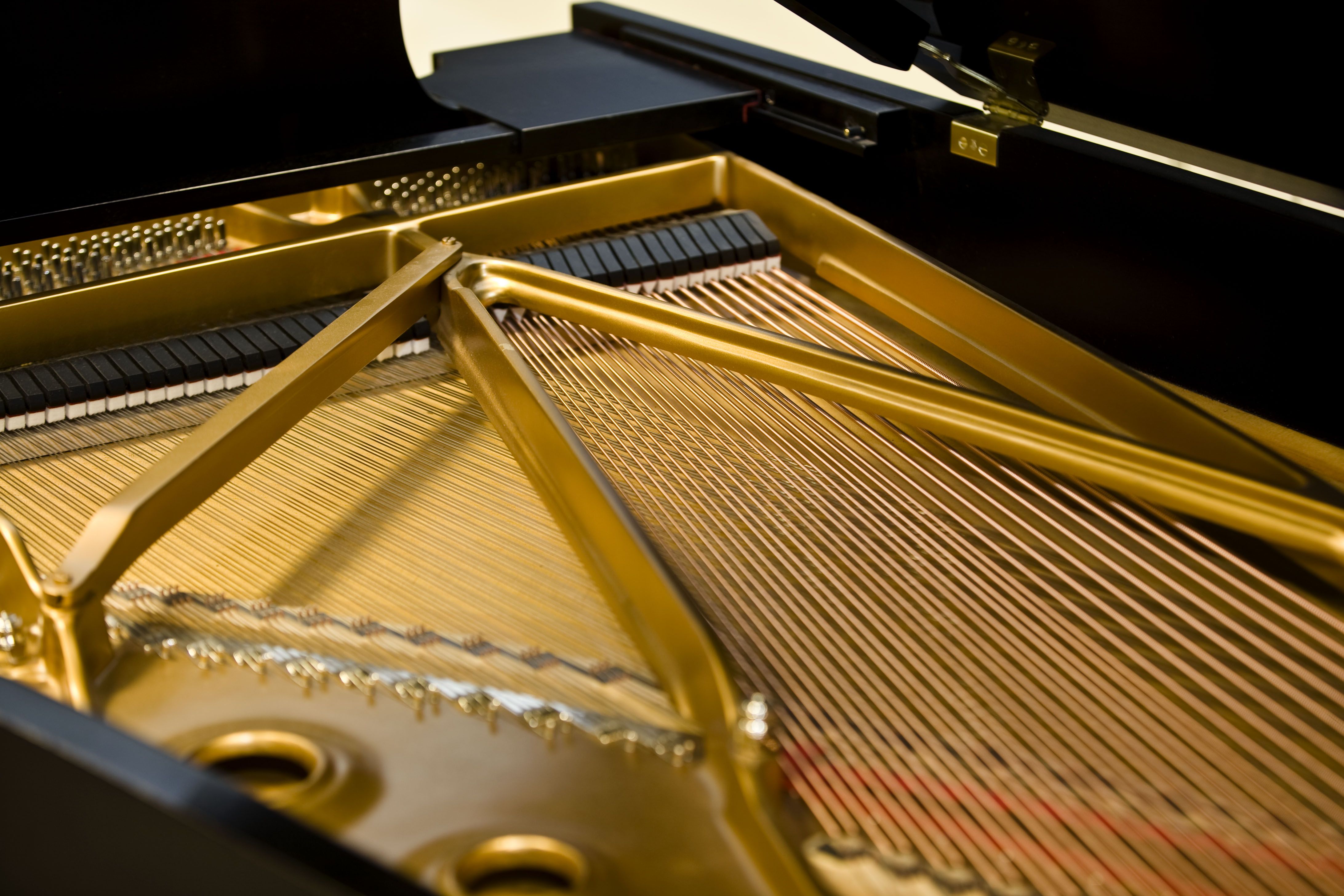
سیم‌های پیانو گراند

در همهٔ پیانوها، به‌جز پیانوهای با کیفیت بسیار پایین، صفحهٔ صدا از کاج نوئل ساخته می‌شود که تخته‌هایی از آن به‌صورت کناری به هم چسبانده شده‌اند. نسبت بالای استحکام به وزن در چوب کاج، مقاومت صوتی را کاهش می‌دهد و هم‌زمان استحکام لازم برای تحمل فشار رو به پایین سیم‌ها را فراهم می‌کند. بهترین سازندگان پیانو از کاج راست‌بُر و بدون گره با رگه‌های حلقوی متراکم استفاده می‌کنند که پیش از ساخت، آن را طی زمان طولانی‌ای خشک و آماده می‌کنند. این همان چوبی است که در صفحهٔ صدای گیتار آکوستیک نیز استفاده می‌شود. در پیانوهای ارزان‌تر، صفحهٔ صدا معمولاً از تخته سه‌لایی ساخته می‌شود.
طراحی چکش‌های پیانو باید به‌گونه‌ای باشد که نمد روی چکش‌ها به‌اندازهٔ کافی نرم باشد تا از تولید هارمونیک‌های بسیار زیر و آزاردهنده جلوگیری کند. همچنین، چکش باید به‌اندازه‌ای سبک باشد تا با فشردن کلید، با سرعت حرکت کند، اما درعین‌حال باید به‌اندازه‌ای محکم باشد که هنگام نواختن با شدت بالا یا اجرای تأکیدهای دینامیکی بتواند ضربهٔ کافی به سیم وارد کند.

### صفحه‌کلید

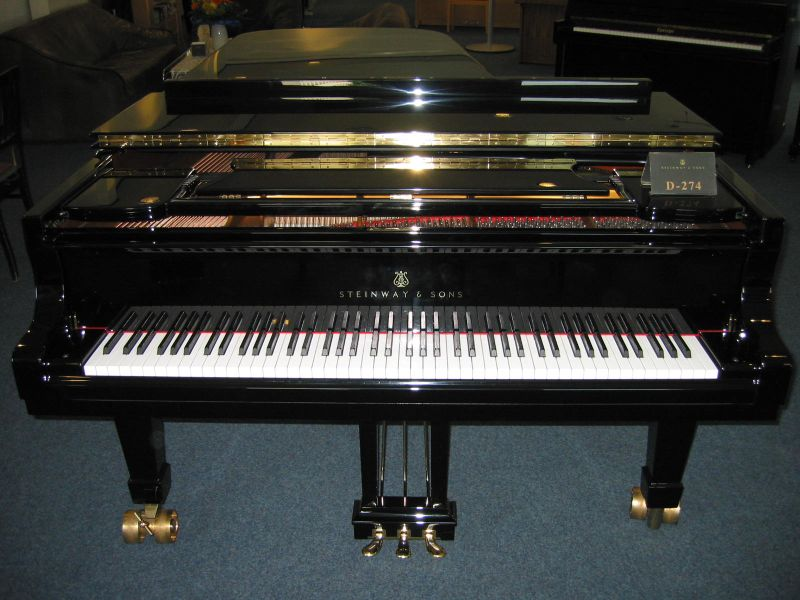
صفحه‌کلید پیانوی گراند

در سال‌های آغازین ساخت پیانو، کلیدها معمولاً از چوب کاج قندی ساخته می‌شدند. در دههٔ ۲۰۱۰، کلیدها معمولاً از چوب صنوبر یا نمدار آمریکایی ساخته می‌شوند که صنوبر در پیانوهای مرغوب‌تر کاربرد دارد. کلیدهای سیاه سنتاً از آبنوس ساخته می‌شدند و کلیدهای سفید با نوارهایی از عاج پوشانده می‌شدند. با این حال، از آن‌جا که گونه‌های عاج‌دهنده اکنون در معرض خطر انقراض قرار دارند و در برخی کشورها به موجب پیمان‌های بین‌المللی شکار یا تجارت آن‌ها ممنوع است، بیشتر سازندگان امروزی از پلاستیک استفاده می‌کنند. همچنین، عاج در مقایسه با پلاستیک، شکننده‌تر است. هرچند در مقادیر بسیار محدود هنوز عاج قانونی نیز وجود دارد. شرکت یاماها نوعی پلاستیک به‌نام «ایوورایت» توسعه داده که ظاهر و لمس آن شبیه عاج است؛ دیگر تولیدکنندگان نیز نمونه‌هایی مشابه تولید کرده‌اند.
تقریباً همهٔ پیانوهای امروزی دارای ۵۲ کلید سفید و ۳۶ کلید سیاه هستند که در مجموع ۸۸ کلید را تشکیل می‌دهند (هفت اکتاو و یک سوم کوچک، از A0 تا C8). بسیاری از پیانوهای قدیمی تنها ۸۵ کلید داشتند (هفت اکتاو کامل از A0 تا A7). برخی تولیدکنندگان، دامنهٔ کلیدها را در یک یا هر دو جهت گسترش داده‌اند. برای نمونه، Imperial Bösendorfer دارای ۹ کلید اضافی در انتهای باس است که مجموعاً ۹۷ کلید و دامنهٔ هشت اکتاو را فراهم می‌کند. این کلیدهای اضافی گاه زیر درپوش کوچکی قرار می‌گیرند تا از گیج‌شدن نوازندگان ناآشنا جلوگیری شود، یا اینکه رنگ کلیدهای سفید اضافی برعکس (سیاه) انتخاب می‌شود. اخیراً، تولیدکنندهٔ استرالیایی Stuart & Sons پیانویی با ۱۰۸ کلید ساخته است که از C0 تا B8 را پوشش می‌دهد، یعنی دامنهٔ کامل ۹ اکتاو. کلیدهای اضافی ظاهر مشابه دیگر کلیدها دارند و هدف اصلی از افزودن آن‌ها، تقویت تشدید صوتی سیم‌هاست؛ یعنی هنگامی‌که پدال خفه‌کننده پایین نگه داشته می‌شود، این سیم‌ها هم‌صدا با دیگر سیم‌ها به لرزه درمی‌آیند و صدایی پُرتر ایجاد می‌کنند. تنها تعداد اندکی از قطعات ساخته‌شده برای پیانو به‌طور مستقیم از این نت‌های اضافی استفاده می‌کنند. شرکت Schoenhut نیز پیانوهای اسباب‌بازی به‌صورت گراند و دیواری تولید می‌کند که تنها ۴۴ یا ۴۹ کلید دارند و فاصلهٔ میان صفحه‌کلید و پدال‌ها در آن‌ها کوتاه‌تر است. این‌ها پیانوهایی واقعی هستند با سازوکار کامل و سیم‌های واقعی.

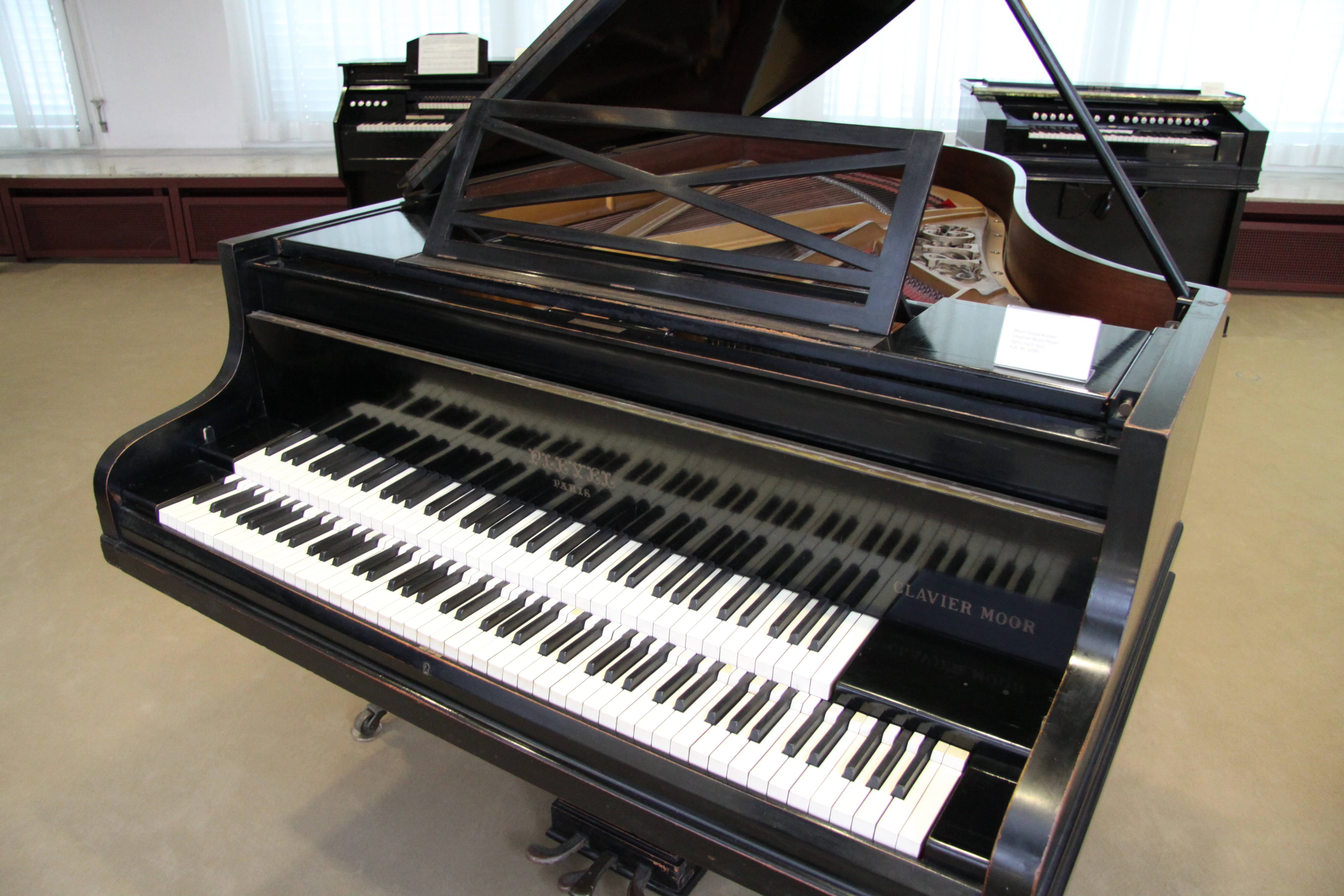
پیانوفورتهٔ ایمانول مور

گونه‌ای نادر از پیانو به نام پیانوفورتهٔ ایمانول مور دارای دو صفحه‌کلید است که یکی بر بالای دیگری قرار دارد. این ساز را ایمانول مور، آهنگ‌ساز و پیانیست مجارستانی اختراع کرده است. صفحه‌کلید پایینی همان ۸۸ کلید معمول را دارد، در حالی‌که صفحه‌کلید بالایی شامل ۷۶ کلید است. وقتی صفحه‌کلید بالایی نواخته می‌شود، سازوکاری درونی کلید متناظر در صفحه‌کلید پایینی را به‌صورت یک اکتاو بالاتر پایین می‌کشد. این طراحی به نوازنده اجازه می‌دهد تنها با یک دست، دو اکتاو را به‌طور هم‌زمان اجرا کند، امری که در پیانوهای معمولی امکان‌پذیر نیست.
به‌سبب این صفحه‌کلید دوم، اجرای آثار ساخته‌شده برای هارپسیکورد دو صفحه‌کلیده همچون واریاسیون‌های گلدبرگ اثر باخ بسیار ساده‌تر می‌شود، چراکه نواختن این آثار روی یک صفحه‌کلید معمولی مستلزم حرکات پیچیده و متداخل دست‌ها است. این طراحی همچنین دارای یک پدال چهارم ویژه است که دو صفحه‌کلید را به هم متصل می‌کند؛ به‌گونه‌ای که با نواختن صفحه‌کلید پایینی، نت همسان در اکتاو بالاتر نیز شنیده می‌شود.
از این نوع پیانو تنها حدود ۶۰ عدد ساخته شده است، که بیشترشان توسط بوزندورفر تولید شده‌اند. دیگر شرکت‌های سازنده پیانو همچون سی. بک‌اشتاین، چیکرینگ و استاین‌وی و پسران نیز نمونه‌هایی از آن را ساخته‌اند.
پیانوهایی با سامانه‌های صفحه‌کلید جایگزین نیز ساخته شده‌اند، برای نمونه صفحه‌کلید یانکو.

### پدال‌ها

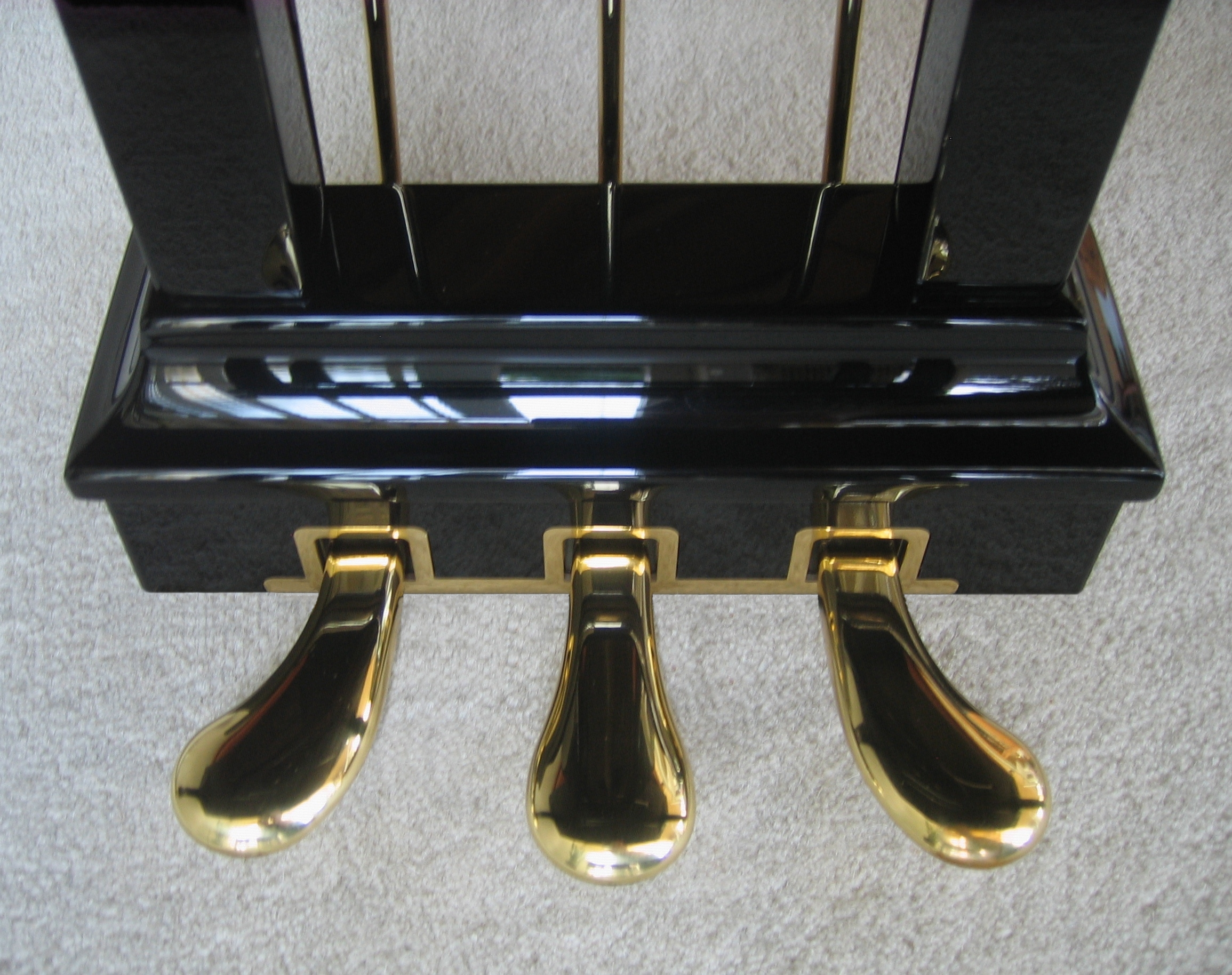
پدال‌های پیانو از چپ به راست: اونا کوردا، سستِنوتو، و پدال پایدار

پیانوها از همان آغاز پیدایش خود دارای پدال، یا چیزی مشابه آن، بوده‌اند. (در سدهٔ ۱۸، برخی پیانوها به‌جای پدال، اهرم‌هایی داشتند که نوازنده با زانوی خود به سمت بالا فشار می‌داد) بیشتر پیانوهای گراند در ایالات متحده دارای سه پدال هستند: پدال نرم (اونا کوردا)، پدال سستِنوتو، و پدال پایدار (به‌ترتیب از چپ به راست)؛ در حالی‌که در اروپا استاندارد رایج تنها دو پدال است: پدال نرم و پدال پایدار. اغلب پیانوهای دیواری امروزی نیز سه پدال دارند: پدال نرم، پدال تمرین، و پدال پایدار؛ هرچند مدل‌های قدیمی‌تر یا ارزان‌تر ممکن است فاقد پدال تمرین باشند. در اروپا، پیانوهای دیواری معمولاً فقط دو پدال دارند.
پدال پایدار (یا پدال خفه‌بردار) اغلب تنها به‌عنوان «پدال» شناخته می‌شود، چون پرکاربردترین آن‌ها است. این پدال که در سمت راست قرار دارد، دمپرها را از روی تمام سیم‌ها بلند می‌کند و باعث تداوم صدای نت‌های نواخته‌شده می‌شود. افزون بر این، با آزاد گذاشتن سیم‌های دیگر (حتی سیم‌هایی که به‌طور مستقیم نواخته نشده‌اند) برای ارتعاش همدوش، رنگ کلی صدا را گسترش می‌دهد.
تشعشع همدوش سیم‌ها به‌ویژه در نت‌هایی که از نظر هارمونیکی با نت نواخته‌شده مرتبط‌اند قوی‌تر است؛ برای نمونه، نت A با بسامد ۴۴۰ هرتز، باعث تحریک نت‌های «لا» در اکتاوهای بالاتر می‌شود. با این حال، چون سیم‌های پیانو با طیف پیچیده‌ای از هارمونیک‌ها نوسان می‌کنند، برهم‌کنش بین نت‌ها از نظر هارمونیک و ناهارمونیک بسیار گسترده است.
پدال نرم یا اونا کوردا در سمت چپ قرار دارد. در پیانوهای گراند، کل سازوکار صفحه‌کلید و چکش‌ها را به سمت راست می‌لغزاند (در موارد بسیار نادری به سمت چپ)، به‌طوری که چکش‌ها تنها دو سیم از سه سیم هر نت را می‌زنند. در پیانوهای اولیه که هر نت تنها دو سیم (دونوا) داشت، این پدال چکش را به‌سمت تنها یک سیم می‌برد؛ از این‌رو نام آن اونا کوردا، یعنی «یک سیم»، گذاشته شد. اثر این پدال، نرم‌کردن صدا و تغییر رنگ آن است. در پیانوهای دیواری، فشردن پدال نرم باعث نزدیک‌تر شدن چکش‌ها به سیم‌ها می‌شود و در نتیجه ضربه ضعیف‌تری وارد می‌شود. این عمل تنها صدای ملایم‌تری ایجاد می‌کند و رنگ صوتی را تغییر نمی‌دهد.
در پیانوهای گراند، پدال وسط، پدال سستِنوتو است. این پدال هر دمپری را که در لحظهٔ فشردن پدال بالا باشد در همان حالت نگه می‌دارد؛ بنابراین، نت‌هایی خاص می‌توانند نگه داشته شوند در حالی‌که دست‌های نوازنده آزاد هستند تا نت‌های دیگر را بنوازند (که صدای آن‌ها پایدار نمی‌ماند). این پدال به‌ویژه برای بخش‌هایی از موسیقی با نت پدال باس مفید است، که در آن، یک نت باس نگه داشته می‌شود در حالی‌که آکوردهای دیگر بالای آن تغییر می‌کنند. در بسیاری از پیانوهای دیواری، پدال وسط «پدال تمرین» یا سِلِسته نام دارد. این پدال قطعه‌ای نمد را میان چکش و سیم‌ها می‌اندازد و صدای ساز را به‌شدت خفه می‌کند. این پدال می‌تواند در حالت پایین‌نگه‌داشته‌شده قفل شود.
گونه‌های غیراستانداردی نیز وجود دارد. در برخی پیانوها (چه گراند و چه دیواری)، پدال وسط «پدال پایدار باس» است؛ به این معنی که فقط دمپرهای بخش باس را بلند می‌کند. نوازندگان می‌توانند با این پدال، تنها یک نت یا آکورد باس را برای چند میزان نگه دارند و در عین حال، ملودی را در بخش تربل اجرا کنند.

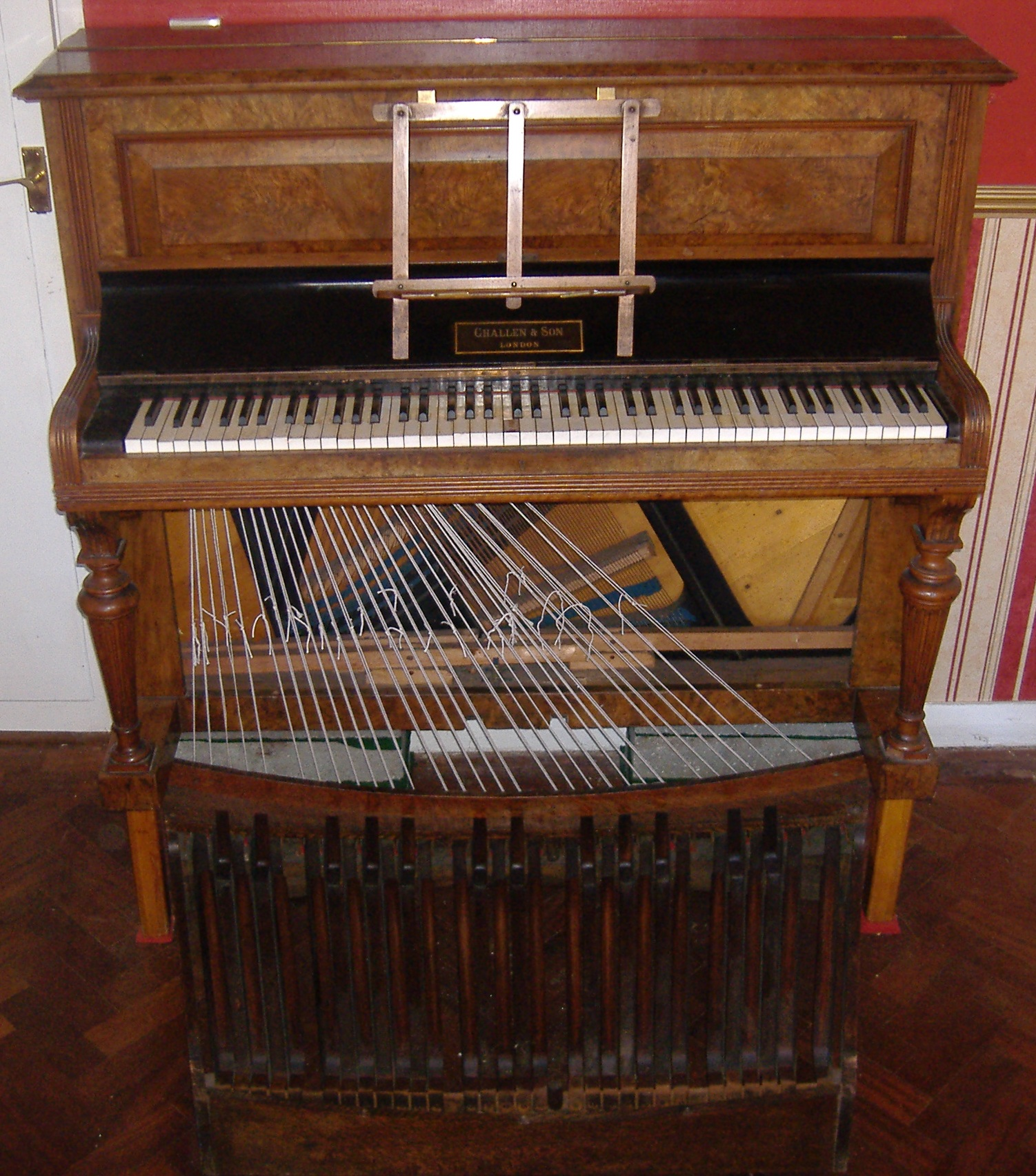
پیانوی پدالی دیواری از Challen

پیانوی نادر پیانوی ترازکننده (که نمونه‌ای از آن در مالکیت ایروینگ برلین بوده)، دارای پدال وسطی است که مانند کلاچ عمل می‌کند و صفحه‌کلید را از سامانهٔ درونی جدا می‌کند. در این حالت، نوازنده می‌تواند با یک اهرم، صفحه‌کلید را به چپ یا راست حرکت دهد و موسیقی نوشته‌شده در یک گام را به‌گونه‌ای بنوازد که در گامی دیگر شنیده شود.
برخی شرکت‌های سازندهٔ پیانو پدال‌های اضافی فراتر از دو یا سه پدال استاندارد را نیز به سازهای خود افزوده‌اند. پیانوهای استوارت و سانز و نیز بزرگ‌ترین مدل از پیانوهای فاتسیولی دارای پدال چهارمی در سمت چپ پدال‌های اصلی هستند. این پدال چهارم عملکردی شبیه به پدال نرم در پیانوهای دیواری دارد و با نزدیک کردن چکش‌ها به سیم‌ها باعث ملایم‌تر شدن صدا می‌شود. شرکت Crown and Schubert نیز پیانویی با چهار پدال تولید کرده است.
شرکت Wing and Son در نیویورک از حدود سال ۱۸۹۳ تا دههٔ ۱۹۲۰ پیانویی با پنج پدال عرضه می‌کرد. پس از دههٔ ۱۹۳۰ دیگر نامی از این شرکت در میان نیست. پدال‌ها از چپ به راست به این ترتیب برچسب‌گذاری شده بودند: ماندولین، ارکستر، اکسپرشن، نرم، و فورته (پایدار). پدال ارکستر با ایجاد لرزشی شبیه به ترِمولو از طریق برخورد مهره‌های آویزان به سیم‌ها، صدایی مشابه ماندولین، گیتار، بانجو، سیتار یا چنگ تولید می‌کرد. پدال ماندولین هم با پایین آوردن نوارهای نمدی که حلقه‌های فلزی میان چکش و سیم قرار می‌دادند، اثری طنین‌دار شبیه به اجرای در تالار ارکستر پدیدمی‌آورد و هم‌زمان عمر چکش‌ها را هنگام تمرین طولانی‌تر می‌کرد.
پیانوی پدالیه یا پیانو پدالی گونه‌ای کمیاب از پیانو است که یک صفحه‌کلید پدالی نیز دارد تا نوازنده بتواند با پا نت‌های بم را بنوازد؛ مشابه ارگ بادی. دو نوع پیانوی پدالی وجود دارد. در نوع نخست، صفحه‌کلید پدالی جزئی از همان ساز است و از همان سیم‌ها و سامانهٔ ضربه استفاده می‌کند. نوع دوم، که نادرتر است، شامل دو پیانوی مستقل است که یکی بالای دیگری قرار دارد—یکی برای نواختن با دست و دیگری برای پا. این نوع عمدتاً برای تمرین نوازندگان ارگ ساخته شده، هرچند رپرتوار محدودی برای آن نیز وجود دارد.

## سازوکار
با فشرده شدن کلید، زنجیره‌ای از واکنش‌ها آغاز می‌شود که به تولید صدا می‌انجامد. نخست، کلید، سازوکار «ویپن» را بالا می‌برد که «جَک» را به غلتک چکش (یا ناکل) فشار می‌دهد. این رولر، اهرمی را که چکش روی آن قرار دارد، بلند می‌کند. هم‌زمان با این، خفه‌کن نیز بالا می‌رود؛ و بلافاصله پس از برخورد چکش با سیم، به‌سرعت به عقب برمی‌گردد تا سیم بتواند آزادانه مرتعش شود و صدا تولید کند. با رها کردن کلید، دمپر دوباره روی سیم می‌افتد و نوسان سیم را متوقف کرده و صدا را قطع می‌کند. ارتعاش سیم‌های پیانو به‌تنهایی صدای بلندی ایجاد نمی‌کند، اما این ارتعاشات به صفحهٔ صدا منتقل می‌شوند که با جابجا کردن هوا انرژی را به صدا تبدیل می‌کند. شکل نامنظم و جایگاه خارج از مرکز پل صدا تضمین می‌کند که صفحهٔ صدا در همهٔ بسامدها به‌خوبی مرتعش شود.
دمپری که بالا رفته است، اجازه می‌دهد نت تا زمانی‌که کلید (یا پدال پایدار) رها شود، ادامه پیدا کند.
سه عامل در تعیین زیر و بمی سیم مرتعش تأثیرگذارند:
- طول: هرچه سیم کوتاه‌تر باشد، زیرتر صدا می‌دهد.
- جرم در واحد طول: هرچه سیم نازک‌تر باشد، صدای زیرتری دارد.
- کشش: هرچه سیم محکم‌تر کشیده شده باشد، صدای زیرتری تولید می‌کند.

یک سیم مرتعش به‌طور هم‌زمان به بخش‌های مختلفی تقسیم می‌شود که هر یک با بسامدی مستقل نوسان می‌کنند. هر بخش صدایی خاص خود تولید می‌کند که به آن «جزء» یا «پارتیال» گفته می‌شود. یک سیم مرتعش دارای یک بسامد پایه و مجموعه‌ای از پارتیال‌ها است. خالص‌ترین ترکیب دو صدا زمانی است که بسامد یکی دو برابر دیگری باشد.
برای یک موج تکرارشونده، سرعت برداری v برابر است با طول موج λ ضرب‌در بسامد f:
v = λf
روی سیم پیانو، امواج از هر دو انتها بازتاب می‌شوند. برهم‌نهی این امواج بازتابی باعث ایجاد الگوی موج ایستاده می‌شود، اما فقط برای طول‌موج‌هایی که به‌صورت λ = 2L, L, 2L/3, L/2, … = 2L/n باشند؛ که در آن L طول سیم است؛ بنابراین، تنها بسامدهایی که یک سیم تولید می‌کند عبارت‌اند از: f = nv/2L. رنگ صوتی (تیمبر) تا حد زیادی با محتوای این هارمونیکها تعیین می‌شود. سازهای مختلف برای یک زیر و بم یکسان، محتوای هارمونیکی متفاوتی دارند. یک سیم واقعی در هارمونیک‌هایی می‌لرزد که مضارب کامل بسامد پایه نیستند. این باعث ایجاد مقداری ناسازآوایی می‌شود که به صدا غنا می‌بخشد، اما در کل محدودهٔ ساز چالش‌هایی در کوک کردن ایجاد می‌کند.
ضربه زدن به کلید پیانو با سرعت بیشتر باعث افزایش دامنهٔ امواج و در نتیجه افزایش بلندی صدا می‌شود. از دینامیک بسیار ضعیف (pp) تا بسیار قوی (ff)، سرعت چکش تقریباً تا ۱۰۰ برابر تغییر می‌کند. زمان تماس چکش با سیم از ۴ میلی‌ثانیه در pp به کمتر از ۲ میلی‌ثانیه در ff می‌رسد. اگر دو سیم که بر یک زیر و بم تنظیم شده‌اند هم‌زمان نواخته شوند، صدای یکی دیگری را تقویت می‌کند و صدایی بلندتر اما کوتاه‌مدت‌تر تولید می‌شود. اگر یکی از سیم‌ها ناهم‌زمان با دیگری مرتعش شود، همدیگر را تضعیف می‌کنند و صدایی ضعیف‌تر اما بادوام‌تر به‌گوش می‌رسد.

## نگهداری

### کوک کردن

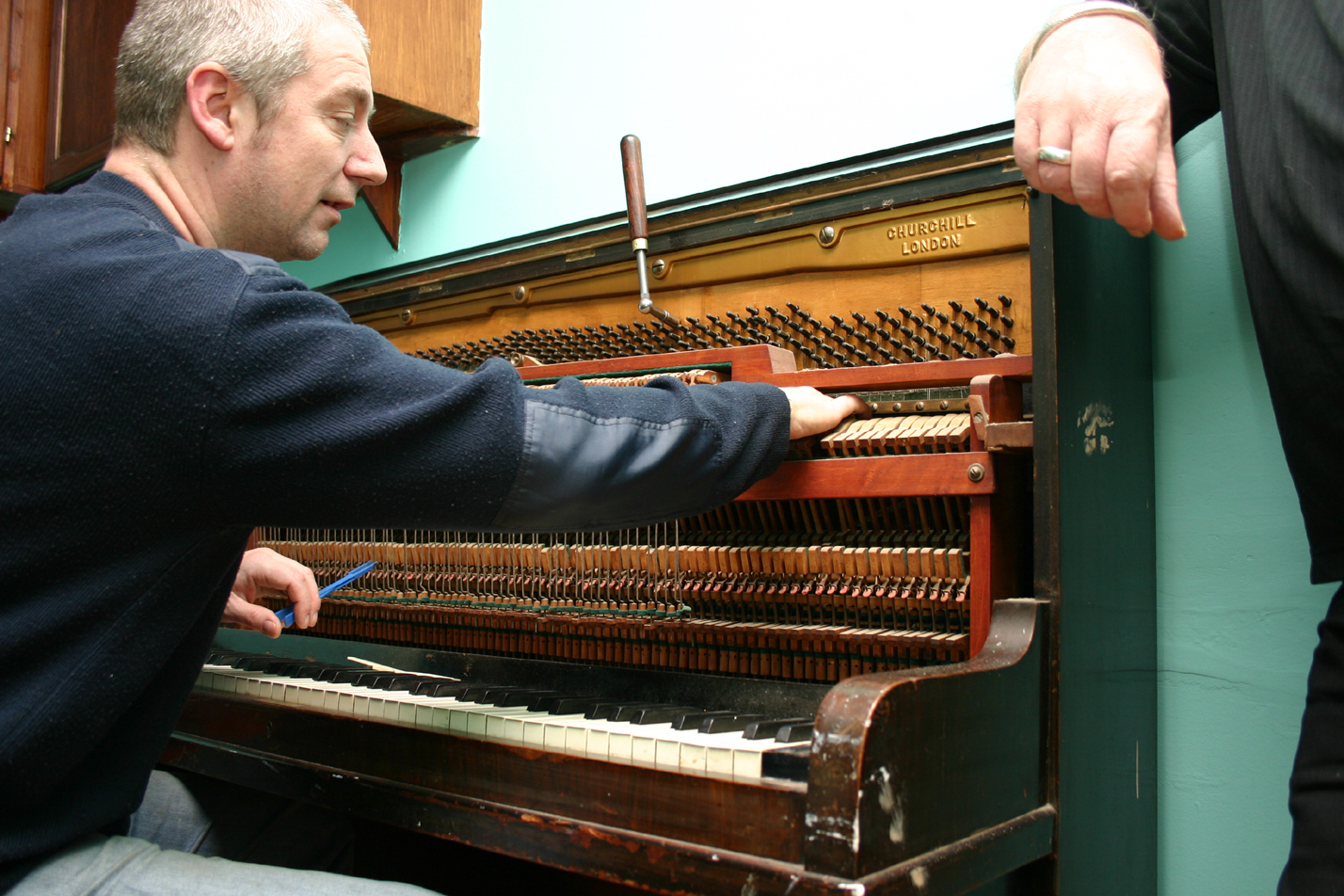
یک کوک‌کنندهٔ پیانو

پیانوها سازهایی سنگین و نیرومند، اما درعین‌حال حساس هستند. در گذر زمان، متخصصان حمل پیانو روش‌های خاصی برای جابه‌جایی ایمن پیانوهای گرند و دیواری توسعه داده‌اند تا از آسیب به بدنه و سازوکار درونی ساز جلوگیری شود. پیانوها نیازمند کوک منظم هستند تا در بسامد مناسب باقی بمانند. نمد چکش‌ها برای جبران سخت شدن تدریجی‌شان تنظیم می‌شود و سایر اجزا نیز باید به‌طور دوره‌ای تنظیم گردند. پیانوها نیازمند نگهداری منظم‌اند تا چکش‌های نمدی و سازوکار کلیدها به‌درستی عمل کنند. پیانوهای فرسوده را می‌توان بازسازی یا نوسازی کرد. در نهایت، سیم‌ها نیز باید تعویض شوند. اغلب با تعویض و تنظیم شمار زیادی از اجزا، سازهای قدیمی می‌توانند عملکردی برابر با پیانوهای نو داشته باشند.
کوک پیانو شامل تنظیم کشش سیم‌ها با آچار مخصوصی است تا فاصله‌های بین نت‌ها با دقت هماهنگ شوند و ساز کوک گردد. برخلاف گیتار و ویولن که نوازندهٔ آن‌ها خود کوک را انجام می‌دهد، نوازندگان پیانو معمولاً یک تکنسین تخصصی برای این کار استخدام می‌کنند. منظور از «کوک بودن» در پیانو فقط رسیدن به بسامد خاصی نیست، بلکه تعامل پیچیده بین همهٔ نت‌های گام کروماتیک است که در هر پیانو کمی متفاوت است و بنابراین، بسامد هر نت اندکی با مقدار نظری تفاوت دارد. معمولاً پیانوها بر اساس نسخه‌ای تعدیل‌شده از اعتدال مساوی کوک می‌شوند. در همهٔ سامانه‌های کوک، هر نت بر پایهٔ رابطه‌اش با یک بسامد مرجع انتخاب می‌شود که معمولاً لا۴ با بسامد ۴۴۰ هرتز است که به آن ایزو ۱۶ می‌گویند.
رابطهٔ بین دو نت، که به آن فاصله گفته می‌شود، نسبت بسامدهای آن‌هاست. دو فاصله هنگامی یکسان شنیده می‌شوند که نسبت بسامد آن‌ها برابر باشد. ساده‌ترین و آسان‌ترین فاصله‌ها برای تشخیص و کوک، آن‌هایی هستند که نظام کوک خالص دارند، یعنی نسبت عددی ساده‌ای دارند. اعتدال به سامانه‌ای گفته می‌شود که این فواصل خالص (مثلاً پنجم درست با نسبت ۳:۲) را کمی تغییر می‌دهد تا ویژگی ریاضی دیگری حاصل شود؛ مثلاً در اعتدال مساوی، پنجم کمی باریک‌تر کوک می‌شود. این عمل باعث ایجاد بیت یا لرزش در شدت صدا می‌شود که حاصل تداخل بین بسامدهای نزدیک است. سرعت بیت برابر است با اختلاف بسامدهای مؤلفه‌هایی که در هر دو نت حضور دارند. کوک‌کنندگان پیانو باید با گوش خود، کوک را کمی کشیده کنند، یعنی نت‌های بسیار زیر را اندکی بالاتر و نت‌های بم را اندکی پایین‌تر از جدول ریاضی کوک کنند تا پیانو خوش‌آوا به‌نظر برسد.

## نواختن و فن اجرا

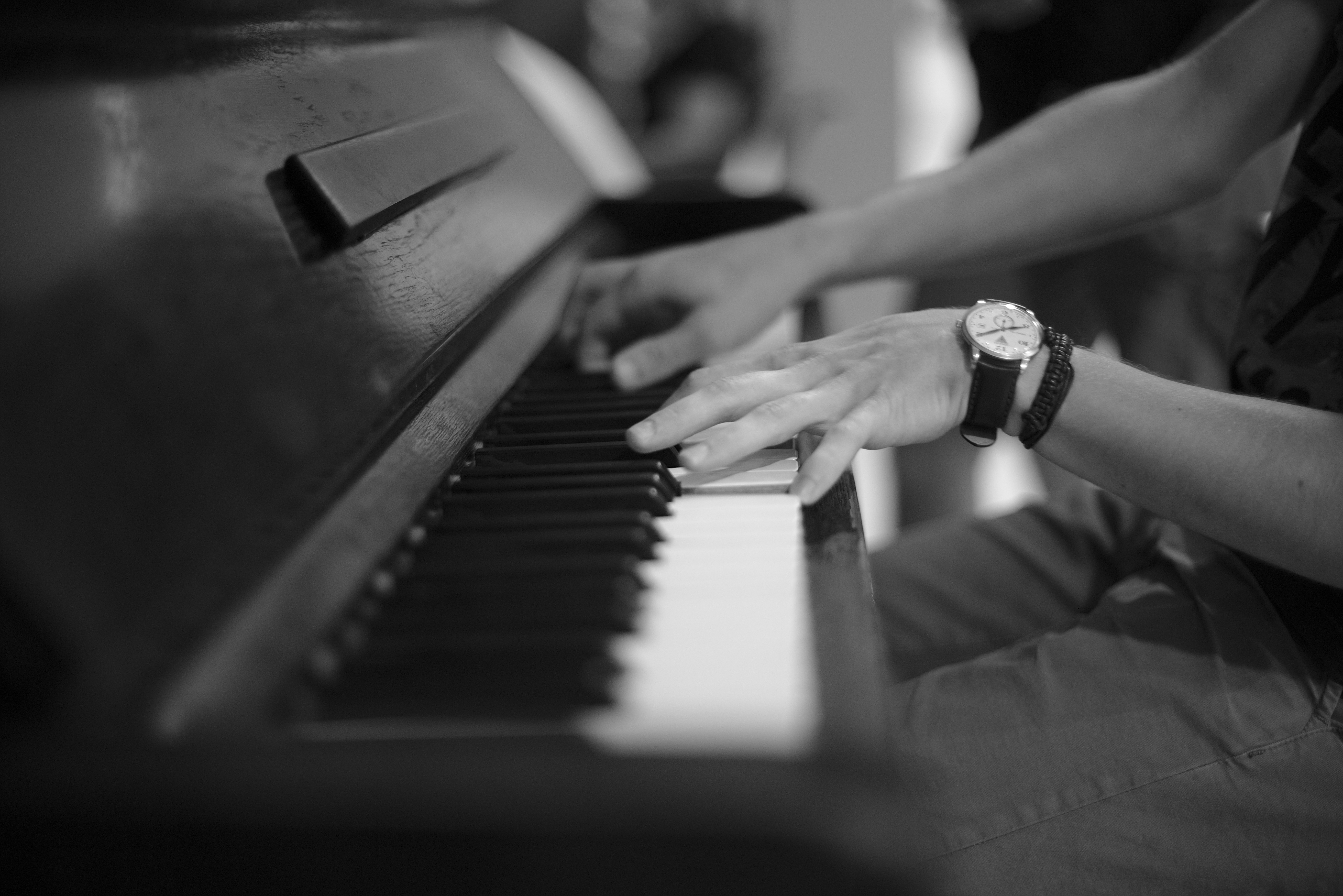
نوازندهٔ پیانو در پراگ

پیانو مانند هر ساز دیگر ممکن است از روی نت‌نویسی، بداهه‌نوازی یا با گوش نواخته شود. هرچند برخی از نوازندگان موسیقی فولک معاصر یا بلوز خودآموخته‌اند، در موسیقی کلاسیک و جاز نظام‌های آموزشی رسمی وجود دارد، از جمله آزمون‌های سطح‌بندی پیش‌دانشگاهی، مدارک دانشگاهی و هنری در مقاطع کارشناسی، کارشناسی ارشد و دکترای هنر موسیقی در نوازندگی پیانو.
فن نوازندگی پیانو در گذار از هارپسیکورد و کلاویکورد به فورته‌پیانو شکل گرفت و در طی توسعهٔ پیانوی امروزی ادامه یافت. دگرگونی در سبک‌های موسیقایی، سلیقهٔ مخاطبان و ظهور نوازندگان چیره‌دست در سده‌های نوزدهم و بیستم باعث شکل‌گیری مکاتب مختلف فن نوازندگی پیانو شد. گرچه تکنیک اغلب به‌عنوان اجرای فیزیکی یک ایدهٔ موسیقایی دیده می‌شود، اما بسیاری از آموزگاران و نوازندگان بر ارتباط میان جنبه‌های فیزیکی و ذهنی یا احساسی نوازندگی تأکید دارند.
از جمله رویکردهای شناخته‌شده در فن نوازندگی می‌توان به روش‌های دوروتی تابمن، ادنا گولندسکی، فرد کارپوف، شارل-لویی هانون و اتو اورتمان اشاره کرد.

### سبک‌های اجرایی
بسیاری از آهنگ‌سازان موسیقی کلاسیک از جمله یوزف هایدن، ولفگانگ آمادئوس موتسارت، فرانتس شوبرت و لودویگ فان بتهوون برای فورته‌پیانو آهنگ نوشتند، سازی که تفاوت زیادی با پیانوی امروزی داشت. حتی آهنگ‌سازان دوران رمانتیسم مانند فرانتس لیست، فردریک شوپن، کلارا شومان، روبرت شومان، فانی مندلسون، فلیکس مندلسون و یوهانس برامس نیز برای پیانوهایی نوشتند که تفاوت قابل‌توجهی با پیانوهای قرن بیست‌ویکم داشتند. موسیقی‌دانان امروزی ممکن است برداشت اجرایی خود را از آثار تاریخی قرن‌های ۱۷ تا ۱۹ با در نظر گرفتن تفاوت در رنگ صدا میان سازهای قدیمی و جدید یا با توجه به تغییرات در سبک اجرای موسیقی تعدیل کنند.

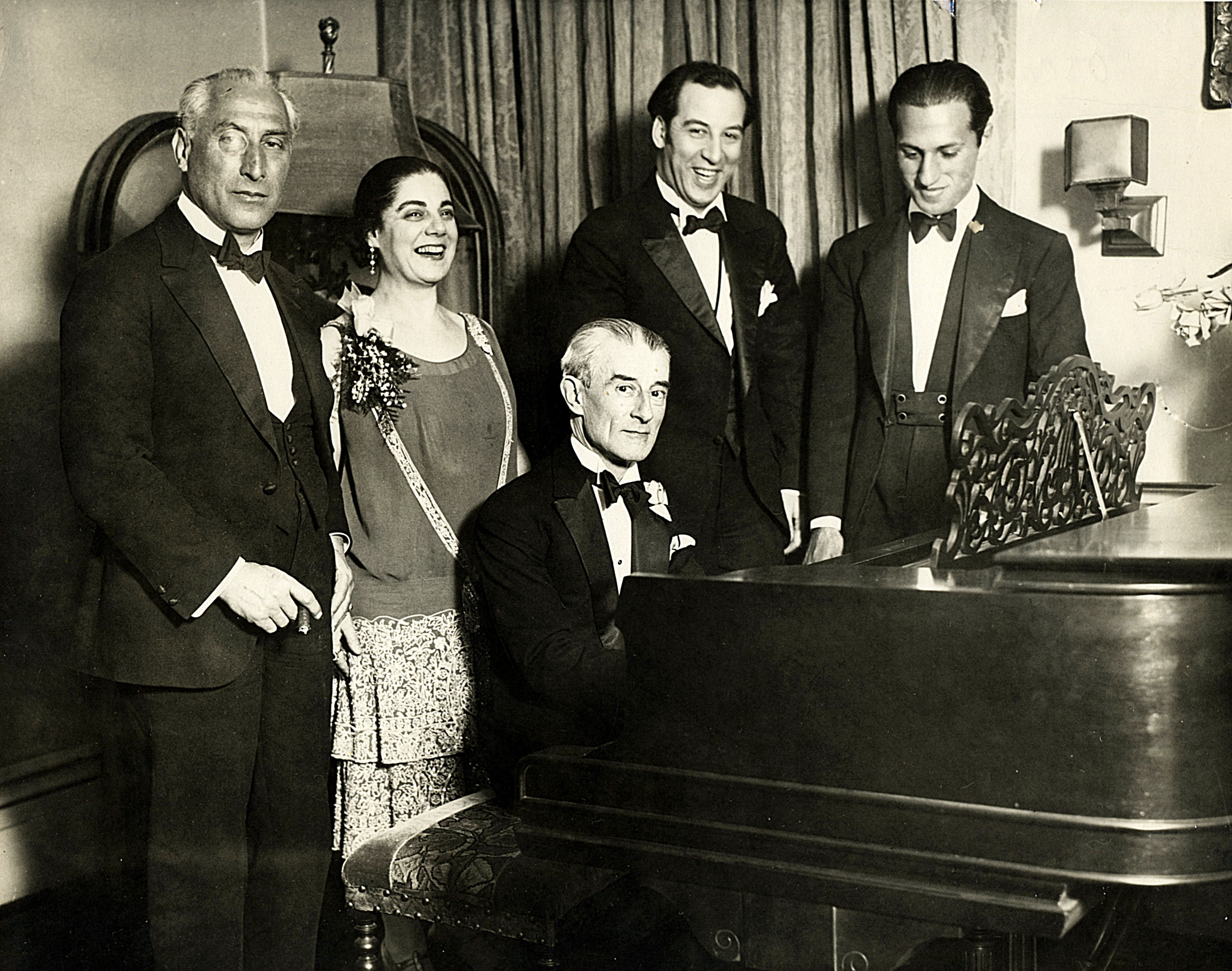
جشن تولدی به افتخار پیانیست فرانسوی موریس راول در سال ۱۹۲۸. از چپ به راست: رهبر ارکستر Oskar Fried، خواننده Éva Gauthier، راول (پشت پیانو)، آهنگ‌ساز و رهبر ارکستر Manoah Leide-Tedesco، و آهنگ‌ساز جرج گرشوین

از اواخر دوران فعالیت بتهوون، فورته‌پیانو به‌تدریج به‌سازی شبیه‌تر به پیانوی امروزی تبدیل شد. پیانوهای امروزی در اواخر قرن نوزدهم به‌طور گسترده رواج یافتند. این پیانوها دامنهٔ صوتی وسیع‌تری نسبت به فورته‌پیانو داشتند و حدود ۳۰ کلید بیشتر داشتند که محدودهٔ بم و زیر آن را گسترش می‌داد. تولید انبوه پیانوهای دیواری باعث شد قیمت آن‌ها کاهش یافته و برای طبقهٔ متوسط قابل دسترس‌تر شود. در قرن نوزدهم، پیانوها در سالن‌های موسیقی و میخانه‌ها ظاهر شدند و گاهی تک‌نواز یا در کنار یک گروه رقص کوچک، اجرای زنده ارائه می‌دادند. همان‌طور که نوازندگان هارپسیکورد خوانندگان یا رقصندگان را همراهی می‌کردند، پیانیست‌ها نیز در اواخر قرن هجدهم و پس از آن این نقش را بر عهده گرفتند.
در قرن نوزدهم، نوازندگان آمریکایی که برای مخاطبان طبقهٔ کارگر در بارها و میخانه‌های کوچک اجرا می‌کردند، به‌ویژه رده:آهنگ‌سازان آفریقایی‌تبار اهل ایالات متحده آمریکا، سبک‌های موسیقایی تازه‌ای بر پایهٔ پیانوی امروزی پدیدآوردند. رگتایم که آهنگ‌سازانی مانند اسکات جاپلین آن را معروف کردند، تا حدود سال ۱۹۰۰ به مخاطبان گسترده‌تری دست یافت. محبوبیت رگتایم به‌سرعت جای خود را به پیانوی جاز داد. تکنیک‌ها و ریتم‌های جدیدی برای پیانو پدید آمد، از جمله اوستیناتو در بوگی ووگی و شیوهٔ Shearing voicing. اثر راپسودی آبی از جرج گرشوین مرزهای تازه‌ای گشود و پیانوی جاز آمریکایی را با صداهای سمفونیک درآمیخت. تکنیک کمپینگ برای همراهی خوانندگان جاز بر پیانو نیز به‌خوبی در نوازندگی دوک الینگتون نمود یافت. در همین دوران، هونکی‌تونک نیز با ریتم‌های خاص خود رواج یافت. از دل جاز، سبک بیباپ پدید آمد که آهنگ‌سازان-پیانیست‌هایی مانند تلانیوس مانک و باد پاول نمایندگان برجستهٔ آن بودند. در اواخر قرن بیستم، بیل ایوانز آثاری خلق کرد که تکنیک‌های کلاسیک را با نوآوری‌های جاز درهم آمیخت. در دههٔ ۱۹۷۰، هربی هنکاک از نخستین پیانیست‌هایی بود که با استفاده از سبک‌های نوین شهری مانند جاز فانک و جاز فیوژن به محبوبیت در جریان اصلی موسیقی رسید.

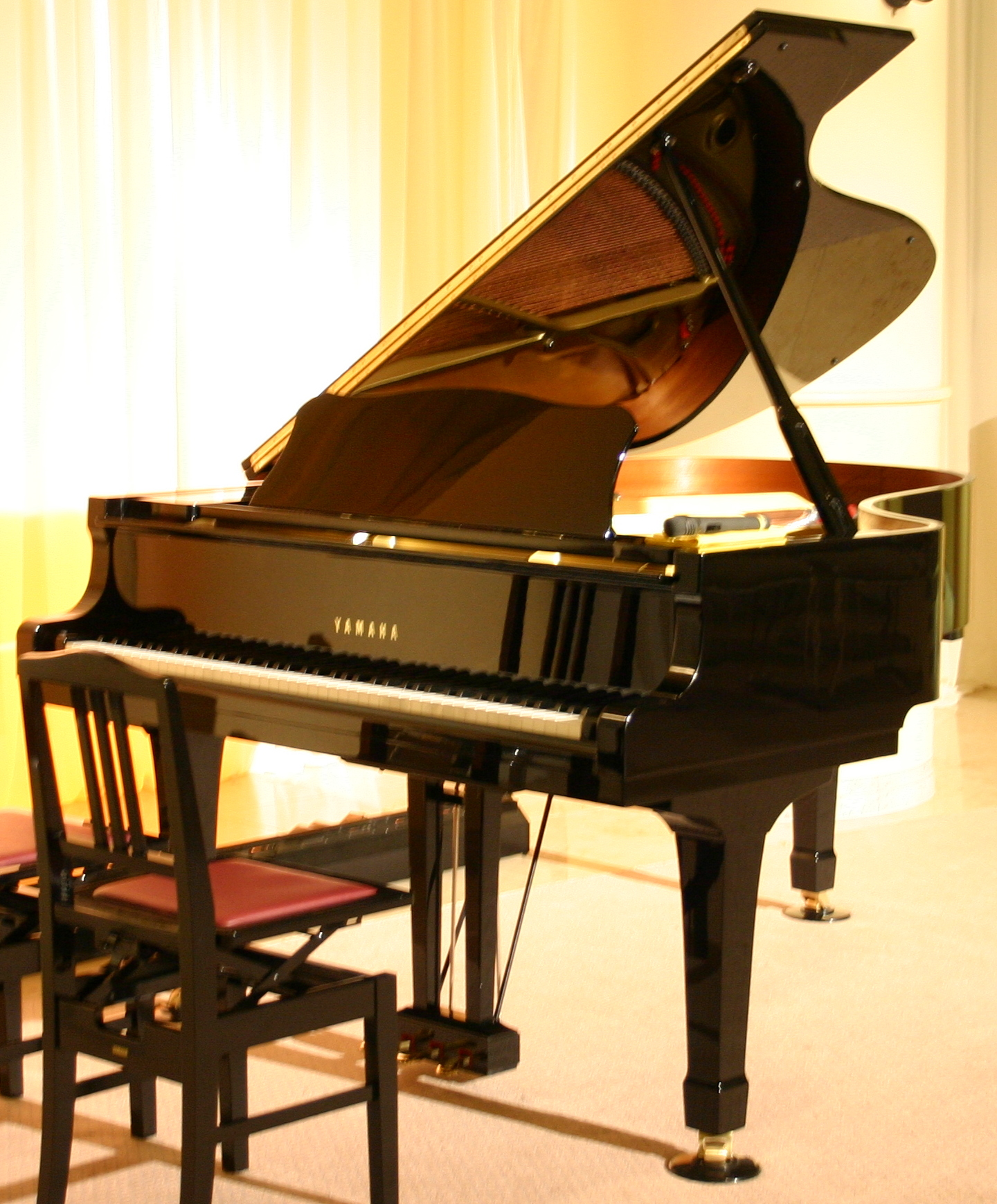
پیانوی گراند ساخت یاماها

پیانو در سبک راک اند رول و موسیقی راک نیز جایگاه پررنگی داشته و توسط هنرمندانی مانند جری لی لوئیس، لیتل ریچارد، کیت امرسون (امرسون، لیک اند پالمر)، التون جان، بن فولدز، بیلی جول، نیکی هاپکینز، ریک ویکمن، فردی مرکوری و توری ایموس نواخته شده است. در یک حراج در ساتبیز لندن در سال ۲۰۲۳، پیانوی یاماها مدل بیبی گرندِ فردی مرکوری که آهنگ «بوهمین راپسودی» و چند اثر دیگر کوئین بر آن ساخته شده بود، به مبلغ ۱٫۷ میلیون پوند (۲٫۱ میلیون دلار) فروخته شد. ساتبیز اعلام کرد این مبلغ رکورد فروش پیانوی یک آهنگ‌ساز را شکسته است. آهنگ‌سازان نوگرایی نیز در آثار خود از پیانوی گرند امروزی بهره برده‌اند، از جمله جان کیج و فیلیپ گلس.

### سبک سنتی برمه‌ای
پیانو در میانه‌های سدۀ نوزدهم وارد برمه شد و به‌سرعت توسط موسیقی‌دانان درباری بومی‌سازی گردید. نوازندگان شیوه‌ای نو ابداع کردند که در آن با استفاده از انگشت‌گذاری درهم‌تنیدهٔ هر دو دست روی یک خط ملودیک، امکان تزیینات زمانی آزاد، نُت‌های گذرای چرخان با ریتم سنکوپ‌دار، هم‌زمان با ضرب‌آهنگ ثابت ناقوس و چکش، فراهم می‌شد. این شیوه برای اجرای قطعات Mahāgīta به‌کار گرفته شد. بسیاری از پیانیست‌های برمه‌ای (مانند Sandayar Hla Htut و Sandayar Chit Swe) عنوان افتخاری ساندایا (برمه‌ای: စန္ဒရား) را از واژهٔ «پیانو» برگرفته‌اند.

## نقش پیانو

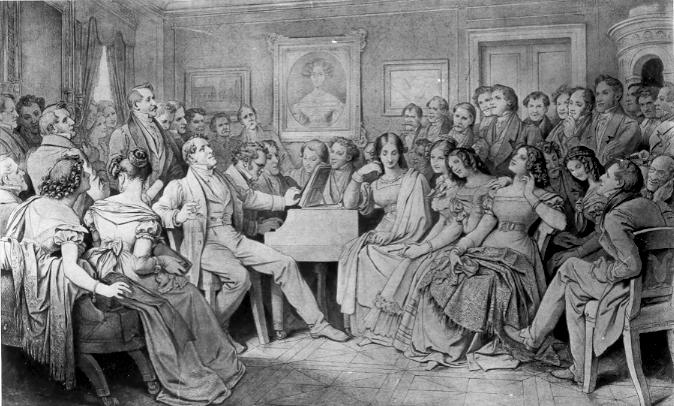
پیانو کانون زندگی اجتماعی در خانه‌های طبقهٔ بالای متوسط در قرن نوزدهم بود. (موریتز فون شویند، ۱۸۶۸). مرد پشت پیانو فرانتس شوبرت است

پیانو ساز کلیدی در بسیاری از سبک‌های موسیقی غربی است. پیانوها در نقش تک‌نواز یا ساز همراهی کاربرد دارند و هم می‌توانند به‌تنهایی نواخته شوند و هم همراه با آواز یا ساز دیگر، چه در گروه‌های کوچک (مانند گروه‌های مجلسی) و چه در گروه‌های بزرگ (مانند ارکستر یا بیگ بند). بسیاری از آهنگسازان و ترانه‌پردازان پیانیست ماهری هستند، چرا که صفحه‌کلید پیانو امکان آزمایش تعامل پیچیدهٔ ملودی‌ها و آکوردها و نیز بررسی چندصدایی را فراهم می‌کند. آهنگ‌سازان موسیقی فیلم یا موسیقی تلویزیونی نیز از پیانو بهره می‌برند، چرا که دامنهٔ وسیع این ساز امکان آزمایش خط ملودی و خط باس را به آن‌ها می‌دهد، حتی اگر در نهایت برای سازهای دیگر ارکستر تنظیم شود.
رهبران گروه و رهبران کر معمولاً پیانو می‌آموزند، چرا که برای آموزش قطعات جدید یا رهبری در اجرا، ابزاری عالی است. بسیاری از رهبران ارکستر نیز آموزش پیانو دیده‌اند، زیرا این ساز به آن‌ها اجازه می‌دهد با استفاده از نسخهٔ پیانویی یا خلاصه‌سازی از پارتیتور، بخش‌هایی از سمفونی را بنوازند و تفسیر خود را پرورش دهند. پیانو ابزار اساسی در آموزش موسیقی در مدارس ابتدایی، متوسطه، دانشگاه‌ها و هنرستان‌هاست. بیشتر کلاس‌های موسیقی و اتاق‌های تمرین دارای پیانو هستند. حتی استادانی که خود نوازندهٔ پیانو نیستند نیز ممکن است پیانو در دفتر کار خود داشته باشند تا برای آموزش تئوری موسیقی، تاریخ موسیقی و درک موسیقی از آن استفاده کنند.

## پیانیست‌های مطرح جهان
- فردریک شوپن
- لودویگ فان بتهوون
- ولفگانگ آمادئوس موتسارت
- یوهان سباستین باخ
- موریس راول
- ادوارد گریگ
- فرانتس شوبرت
- پیوتر ایلیچ چایکوفسکی
- کلود دبوسی
- فرانتس جوزف هایدن
- یانیس کریسومالیس
- ولادیمیر هوروویتس
- فرانتس لیست
- آرتور روبینشتاین
- سویاتوسیلاو ریختر
- کلارا شومان
- سرگئی راخمانینف
- ولادیسلاو اشپیلمان
- دنیل بارنبویم

## نگارخانه

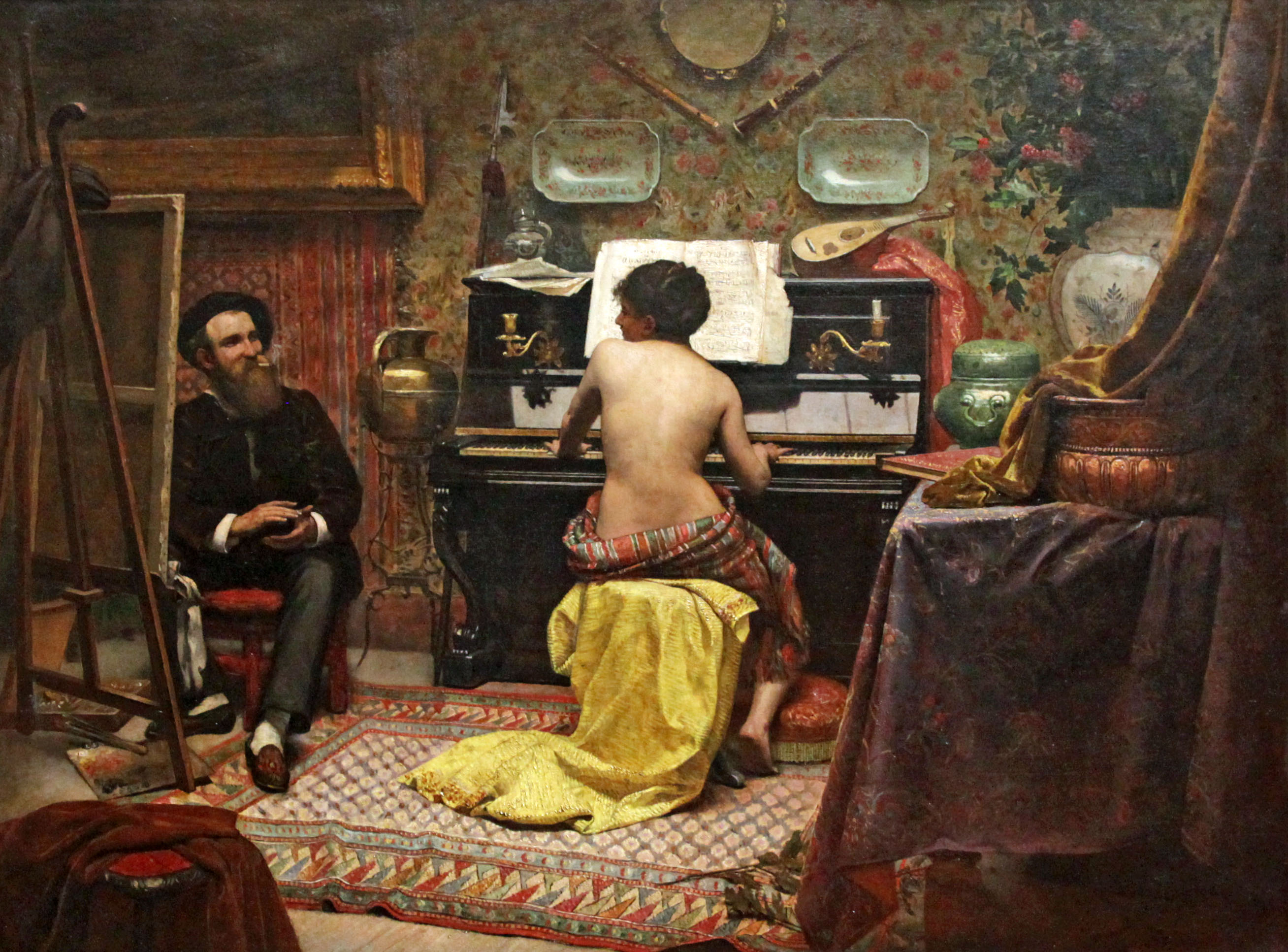
پیانو نوازی اثر آلمیدا جونیور
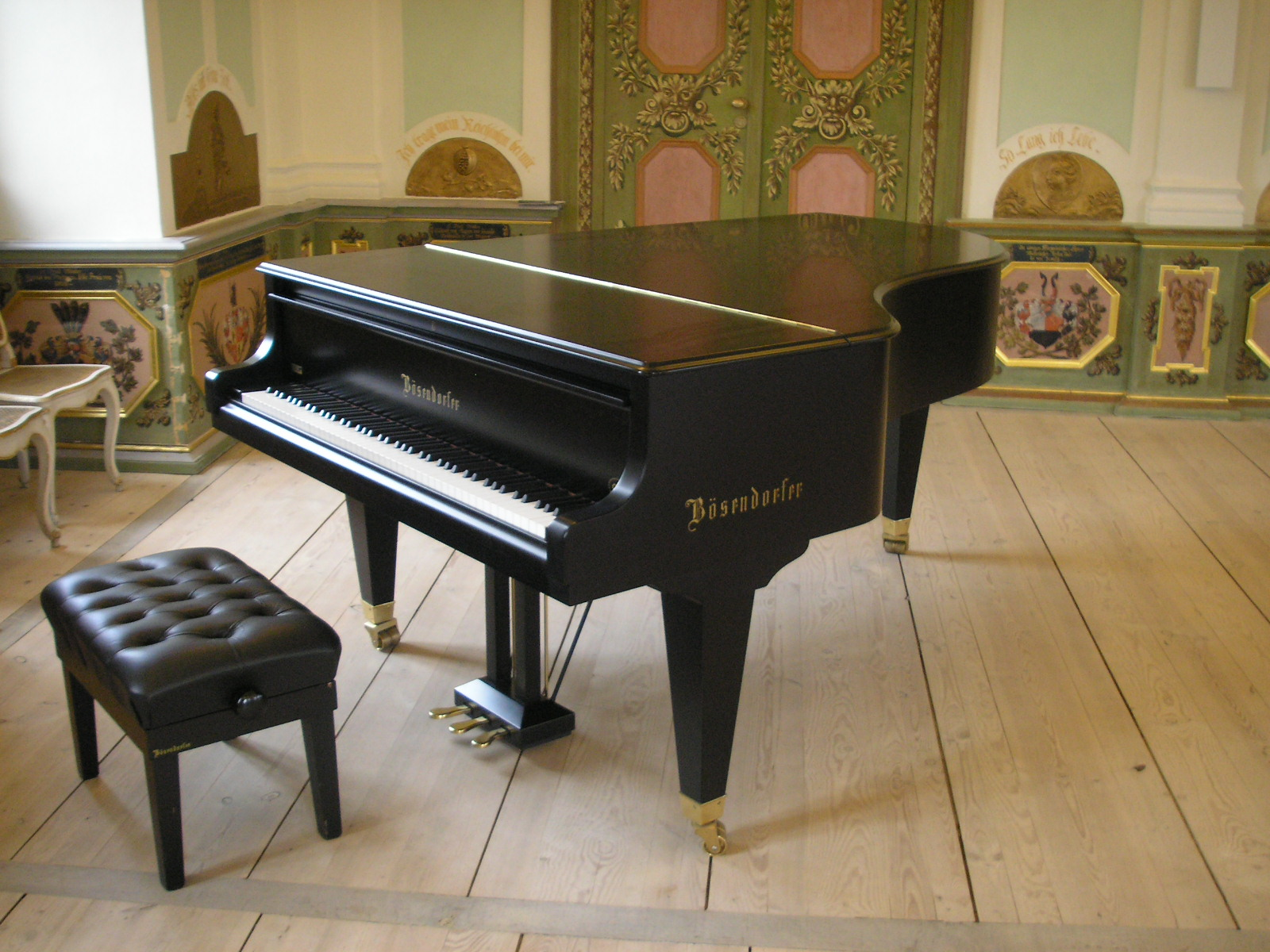
یک پیانوی «ایمپریال گراند» ۸۸ کلاویه‌ای ساخت شرکت اتریشی بوسندورفر.
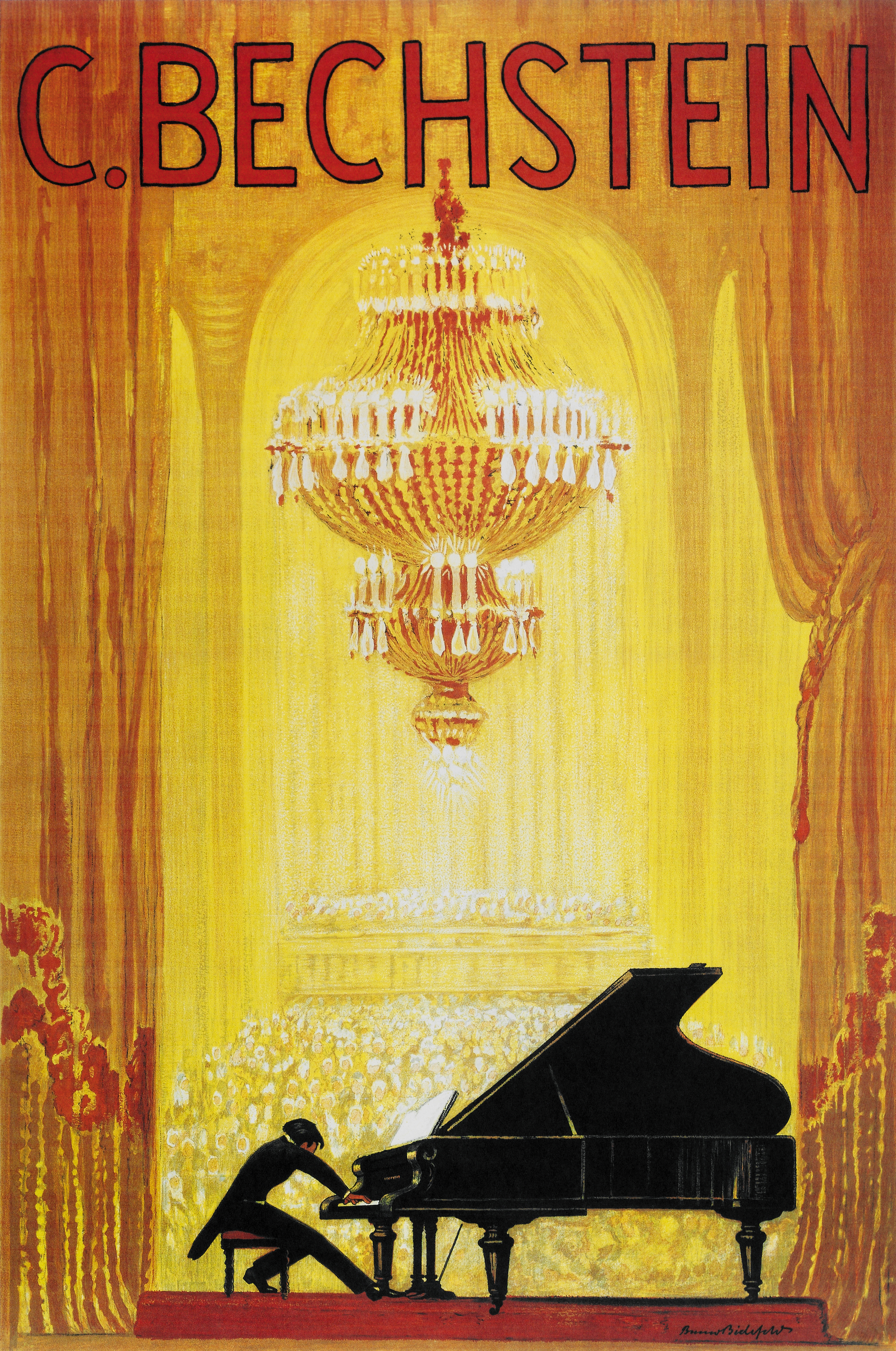
پوستر شرکت آلمانی سی. بِک‌اشتاین در اوایل دهه ۱۹۲۰ میلادی برای تبلیغ پیانوی مدل «رویال گراند».